# Telecabină

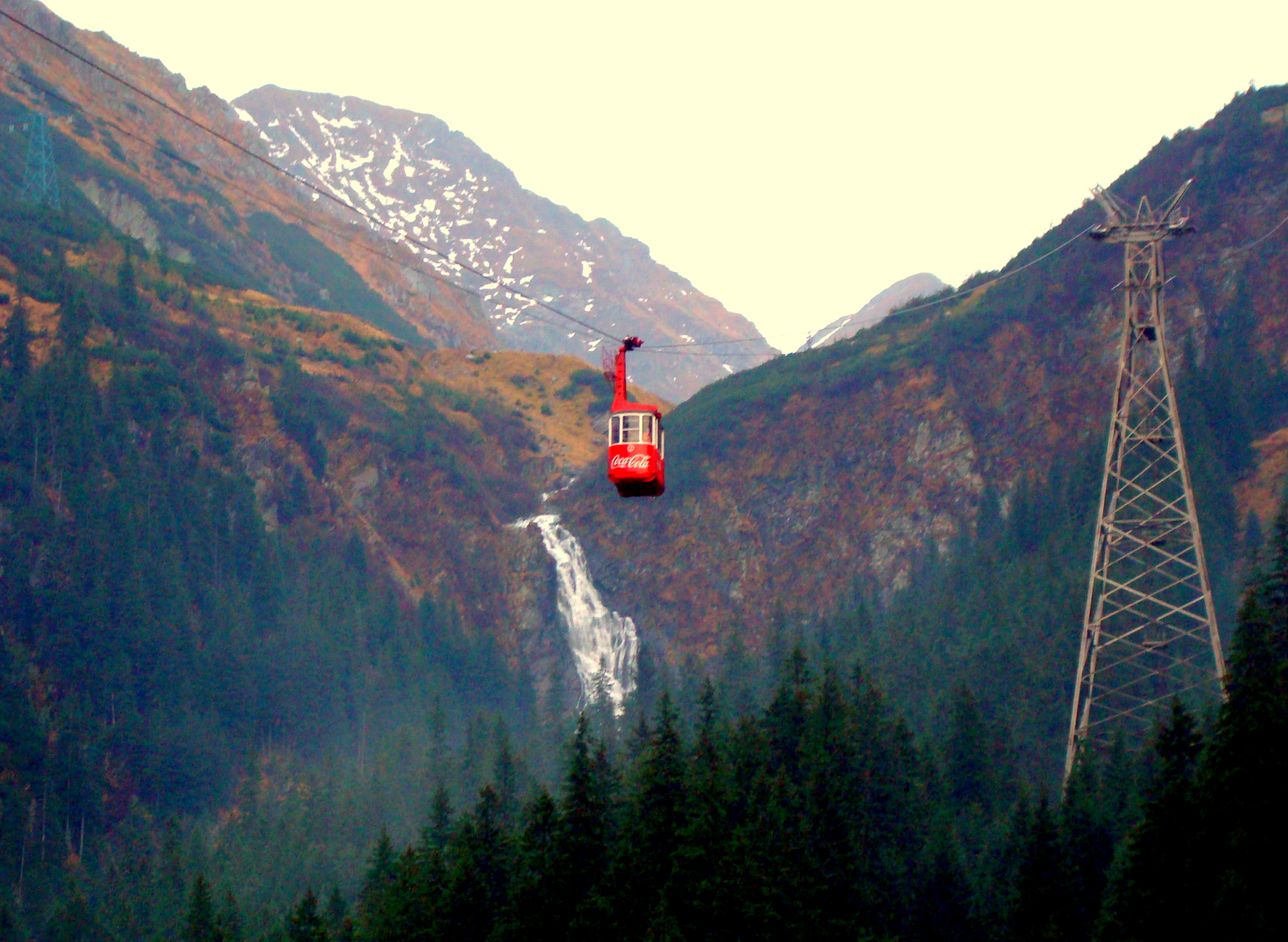
Telecabina Bâlea Lac–Bâlea Cascadă

O telecabină este o cale aeriană de transport pentru persoane, alcătuită dintr-un funicular.

## Noțiuni de bază despre funiculare

### Definiția în literatura românească
Prin funicular sau instalație pe cablu se înțelege un ansamblu de construcții, instalații și mecanisme ce formează o cale aeriană de transport pentru vehicule cu materiale și goale, care au drept cale de susținere și tractare cabluri de oțel suspendate pe piloni și stații. Denumirea de funicular vine din latinuescul funiculus care înseamnă sforicică. De remarcat că în limba română există o diferență semantică între funicular și telecabină și anume prima noțiune se referă la instalația pe cablu pentru transportul materialelor forestiere, și a doua, la instalația pe cablu pentru persoane, denumită oficial teleferic.

### Definiția în literatura străină
În literatura străină se întâlnesc definiții mai exacte, dar și mai alambicate, în funcție de natura căii, distingându-se astfel:
- instalații pe cablu legate de teren (o cale ferată pe care urcă un tramvai tras de o cremalieră sau cablu pe o declivitate mare-pe românește: plan înclinat; în engleză: funicular railway, incline, inclined railway, inclined plane, sau cliff railway);
- instalații pe cablu aeriene (mijloc de transport aerian pentru persoane sau materiale folosind cabluri de oțel suspendate drept cale de susținere și tractare a vehiculelor). În limba engleză engleză diferențierea vine în funcție de zona de vorbire a limbii engleze: astfel, pentru engleza americană (U.S. English) se folosește termenul de aerial tramway; iar pentru engleza britanică (British English) se folosește termenul de cable car.

### Clasificare
Se poate clasifica mai general termenul funiculare, ca instalații de transport pe cablu, după următoarele criterii (în acest articol este abordată însă doar partea despre teleferice):
i) după destinație sau felul transportului:
- funiculare de materiale, destinate pentru transportul forestier, minier, materiale de construcții, etc.
- funiculare de persoane denumite și teleferice, care după tipul vehiculelor pot fi:

- telecabine-la care vehiculul este format dintr-o cabină închisă cu o anumită capacitate de transport (conform uzanțelor de minim 6 persoane);
- telegondole-la care vehiculul este format dintr-o cabină închisă cu o capacitate de transport de 2 până la 8 persoane;
- telescaune-la care vehiculele au forma unor scaune;
- teleschiuri-la care schiorii se deplasează pe zăpadă prin tractarea lor de un cablu de tracțiune prin intermediul unor dispozitive speciale extensibile;
- telesănii-la care săniile încărcate cu persoane se deplasează prin tractarea lor de un cablu de tracțiune prin intermediul unor dispozitive speciale extensibile;
ii) după poziția și natura căii pe care se deplasează vehiculele:
- plane înclinate, amplasate direct pe teren la care vehiculele sunt tractate de un cablu și se deplasează pe șine;
- funiculare suspendate, la care vehiculele se deplasează aerian pe cabluri;

iii) după sistemul de construcție în funcție de numărul de cabluri:
- funiculare cu un singur cablu, în categoria aceasta intră telescaunele, telegondolele, teleschiurile, funicularele monocablu;
- funiculare cu două cabluri, în această categoria intră funiculare de materiale; particularizare: telefericele, unele tipuri de telegondole moderne - unde un cablu mai gros este cablul purtător, iar celălalt mai mic este cablul tractor. În România există acest tip de teleferice;
- funiculare cu trei cabluri, în această categoria intră funiculare de materiale; particularizare: telefericele de mare capacitate de persoane (peste 120 de persoane în cabină) - unde sunt necesare două cabluri purtătoare (groase) și un cablu tractor (mai mic). În România nu există acest tip de teleferice.[2]

### Componența unei instalații pe cablu (de persoane în acest caz)

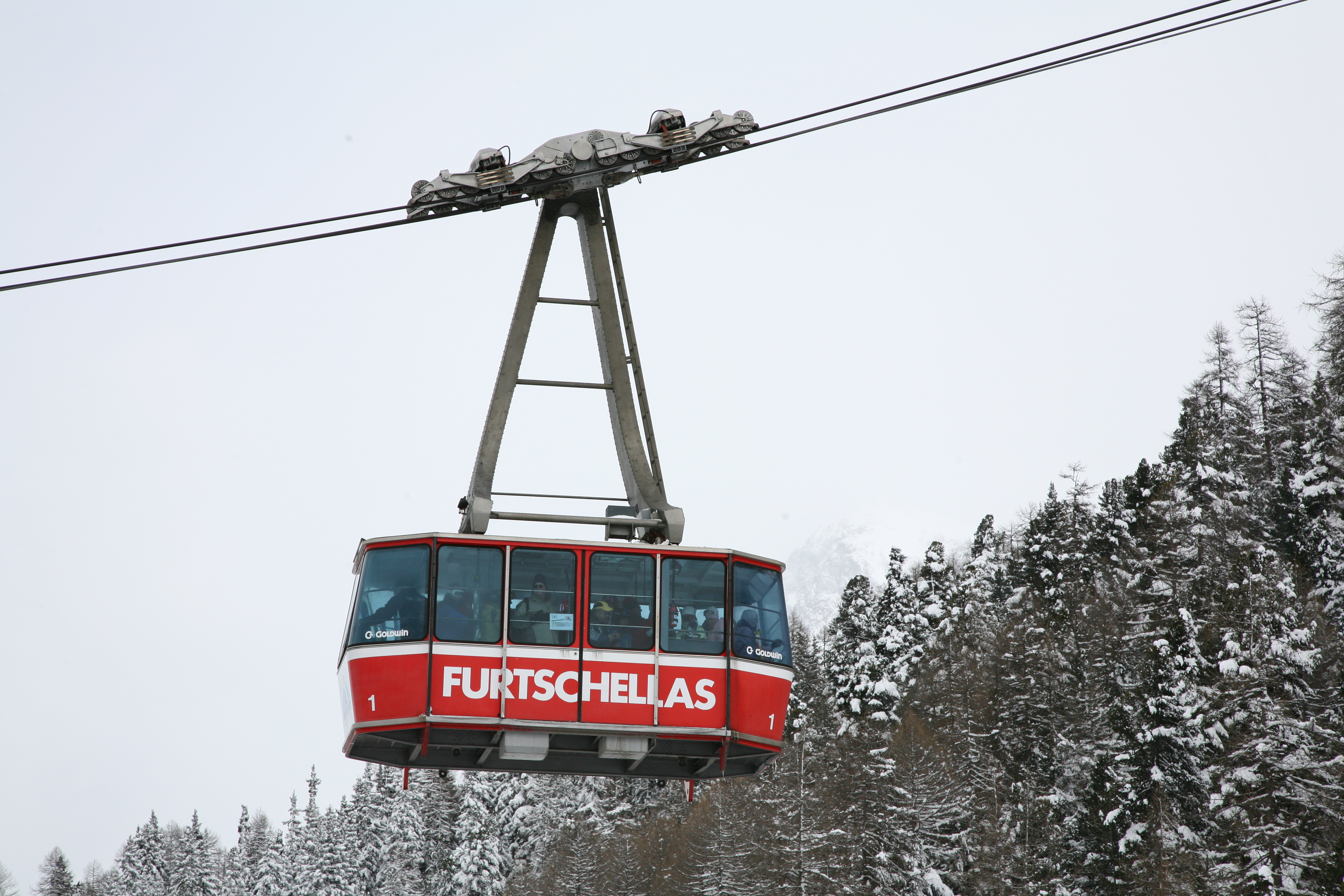
Telecabina Furtschellas (Elveția)

Orice instalație pe cablu, de persoane in acest caz, se compune din următoarele categorii:
- stațiile de plecare și de sosire (amenajate corespunzător pentru deservirea utilizării accesului de persoane);
- traseul sau calea telefericului, reprezintă acea linie dreaptă sau parabolică care unește stațiile de capăt formând calea aeriană de circulație a vehiculelor:
- calea aeriană formată din cablurile de oțel-cele 2 cabine pentru persoane de capacitate diferită conform criteriilor tehnologice de transport;
- pilonii de susținere, dacă există;
- partea mecanică de acționare a instalației.

### Componentele unei cabine de teleferic

Schema unei telecabine

La o instalație pe cablu există următoarele componente sau elemente (cu referire strictă la teleferice și nu la celelalte tipuri de transport pe cablu):
- 'ansamblul de rulare': este format din role, frâne și alte subsisteme care rulează pe unul sau 2 cabluri purtătoare și un cablu tractor care tehnic are 2 denumiri în funcție de poziția în care este ancorat la telecabină și anume: cablu tractor care trage telecabina spre înălțime se numește 'cablu tractor', iar cel care e tras de telecabina care urcă se numește 'contracablu'. La teleferice, cablurile purtătoare sunt ancorate la ambele capete în niște contragreutăți mari (se află în partea tehnologică a stațiilor de telecabină) iar recomandarea specialiștilor este ca un tronson de cablu între 2 piloni să nu depășească 2000 m pentru a nu se înregistra o frecare pronunțată a cablului purtător pe saboți. Cablurile pe care rulează cele 2 telecabine se așază pe piloni la o distanță tehnologică, dimensionată din condițiile de gabarit și de transport ale instalației, care se numește ecartament.

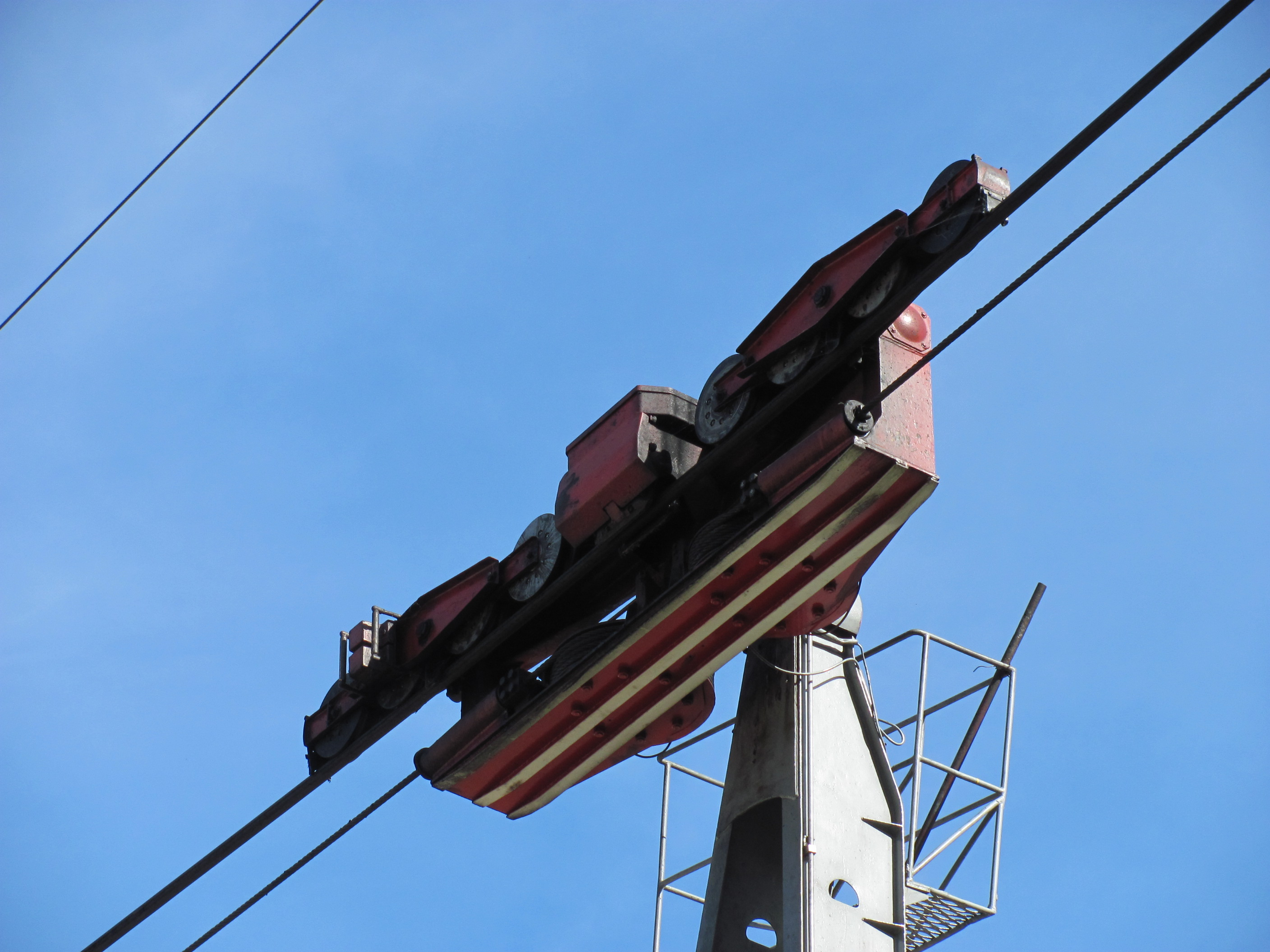
Rolele de susținere ale telecabinei Bușteni-Babele

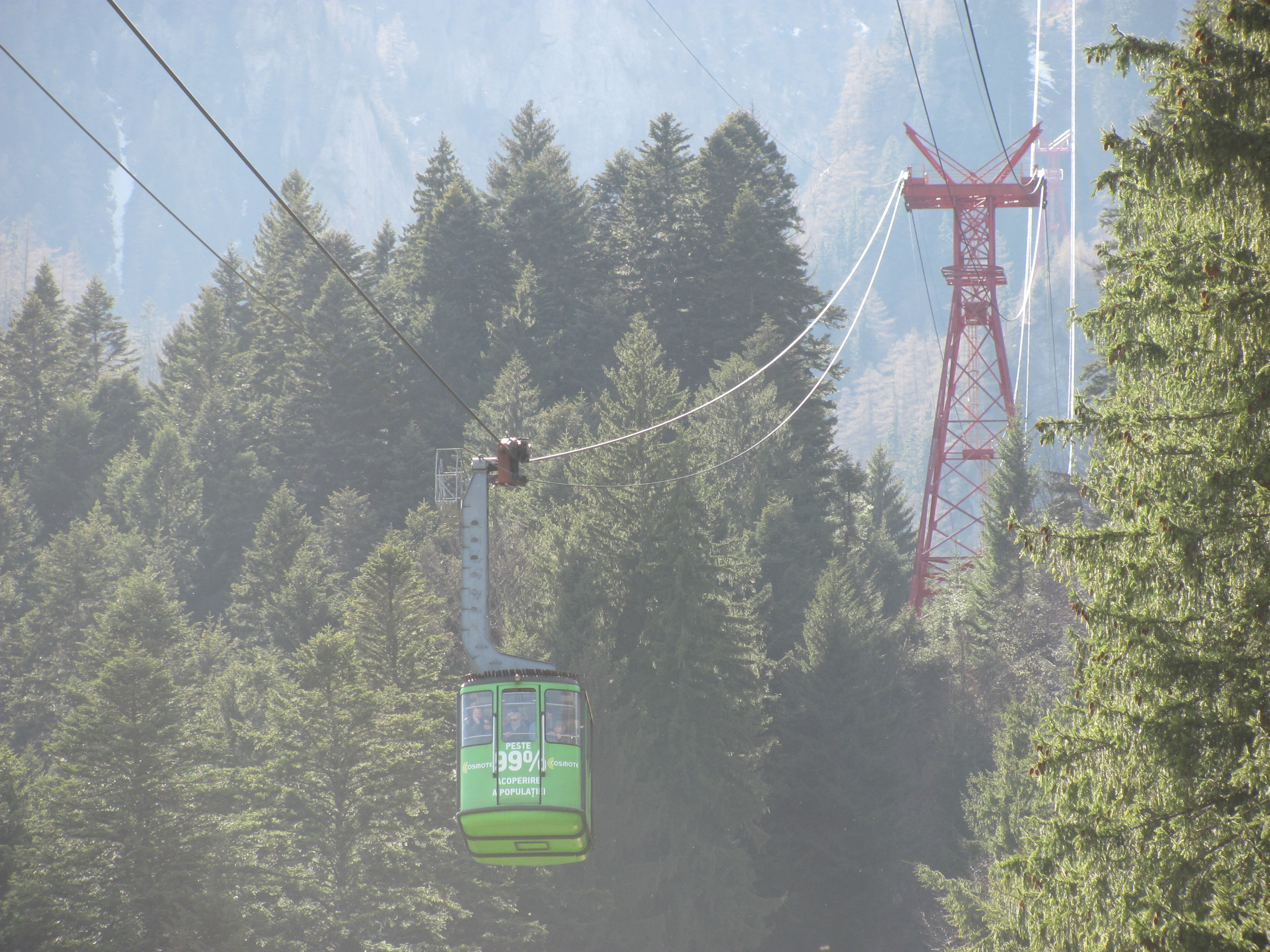
Structura telecabinei - cabina și susținerea metalică

- Rolele: permit telecabinei să ruleze pe cablurile purtătoare. Rolele au un mecanism de blocare, de frânare în cazul în care cablul tractor sau contracablul s-ar desprinde din bateria rolelor.
- Structura de susținere a cabinei: este partea metalică care prinde structura metalică a cabinei prin metode speciale(un sistem bazat pe arcuri) și sigure de role și de partea adiacentă acesteia. Ea este o structură metalică asimetrică  de câțiva metri înălțime pentru facilitatea cabinei la stâlpi, care se stabilește în așa fel încât să nu lovească cablul în punctul cel mai abrupt de pe instalație. Se prevede și o scară metalică și uneori și o mică platformă pentru a facilita personalul instalației la revizii periodice și la accesul ușor la elementele telefericului sau a trecerii pe stâlpii metalici.
- Cabina: partea care adăpostește pasagerii pe durata transportului. Are diferite dimensiuni în funcție de cerințele instalației. Poate varia de la minim 6 persoane până la 200 de persoane[3]. La noi în țară cea mai mare capacitate de transport o are telecabina Capra Neagră din Poiana Brașov (cunoscută de brașoveni sub numele de cabina mare). Cabina este prevăzută cu un loc de evacuare forțată în cazul blocării acesteia pe traseu, iar pasagerii sunt lăsați prin acel loc din pardoseala cabinei pe coardă într-un sac special până pe sol de catre salvamont.

Există cazuri când condițiile de relief nu permit această operațiune, de ex. la telecabina Bușteni-Babele în garajul stației se află o cabină de salvare autopropulsată cu o capacitate de 6 persoane care în caz de necesitate se montează pe cablul purtător și care poate transporta persoanele blocate între stâlpii 2 și 3 sau 4 și 5 (sub Valea Caraiman), în caz de evacuare forțată. Această cabină de salvare se cuplează la capătul cabinei obișnuite (care se poate deschide în astfel de situații la oricare capăt), pentru transferul pasagerilor.
De asemenea, cabina metalică obișnuită sau de salvare dispune de un telefon prin care se poate comunica cu șeful instalației, de o frână de siguranță, și de anemometru pentru avertizarea depășirii vitezei vântului, dacă este cazul. De asemenea cabinele sunt prevăzute și cu două faruri, câte unul la fiecare capăt, pentru eventualele cazuri de necesitate.

## Cablurile instalației

### Considerente generale

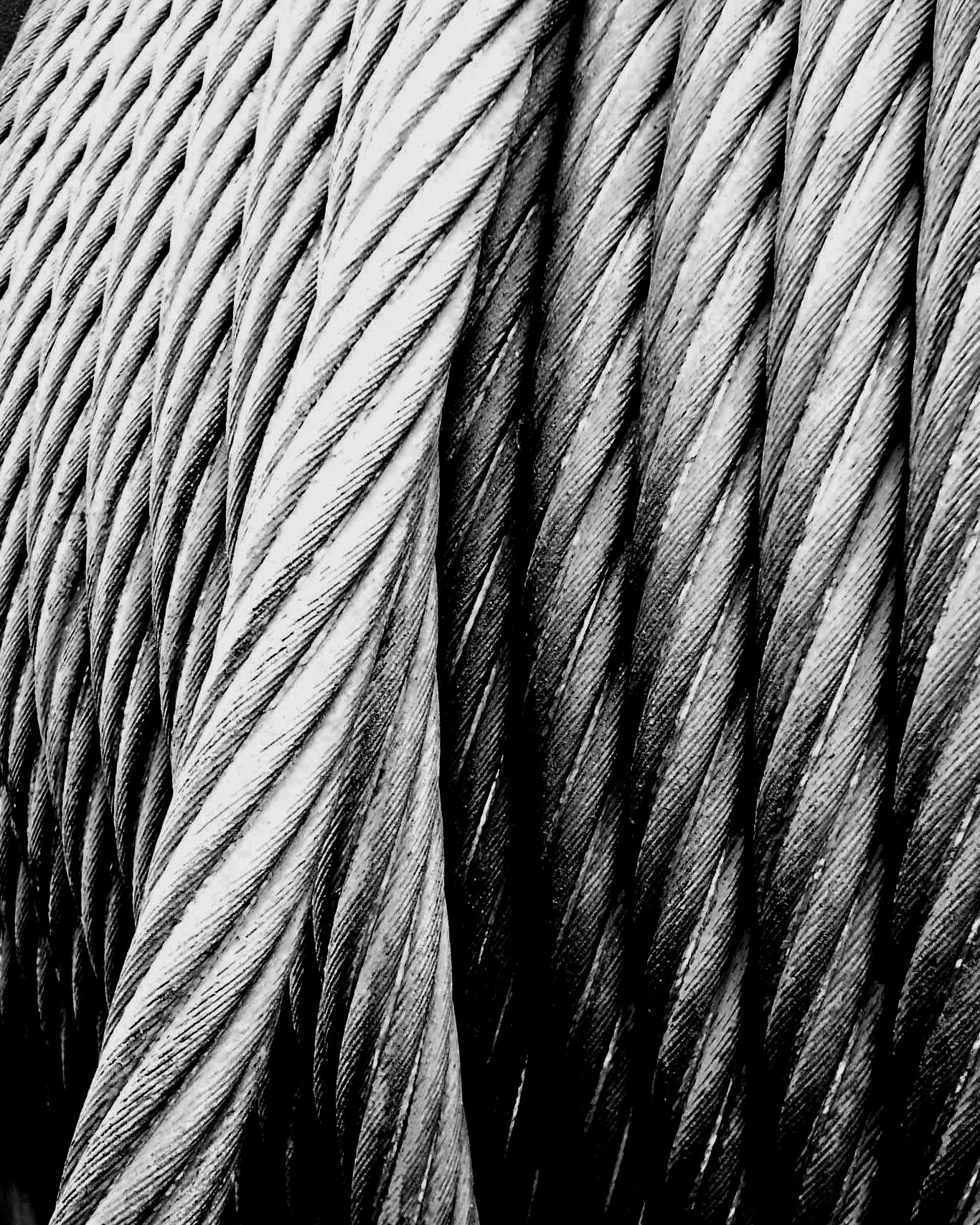
Părțile componente ale unui cablu compus

Cablurile sunt elementele principale la o instalație pe cablu iar dimensionarea acestora se face în funcție de multe caracteristici și condiționări. Destinațiile ce le au aceste cabluri fac ca solicitările la care ele sunt supuse să difere și putem distinge două tipuri de eforturi: la cablurile purtătoare efortul principal este de întindere, iar secundar cel de încovoiere sub acțiunea roților cabinei; iar la cablurile tractoare efortul principal este de încovoiere, din cauza căii de rulare peste role, șaibe, tamburi, etc, iar cel secundar de întindere. Cablurile sunt supuse și la sarcini dinamice datorită șocurilor care provoacă presiuni de contact, mari. 

### Condiții tehnice pe care cablurile de funiculare (teleferice) trebuie să le îndeplinească
- suprafață exterioară netedă care să asigure deplasarea ușoară fără șocuri a cabinei și a rolelor acesteia;
- rigiditate transversală suficient de mare pentru a putea suporta presiunile locale ce iau naștere sub roțile telecabinei încărcate sau goale;
- flexibilitatea suficient de mare pentru a permite înfășurarea pe șaibe/role fără uzuri sau distrugeri însemnate:
- durabilitate mare în construcții. Durata de exploatare a cablurilor este legată de condițiile de calitate și omogenitate a materialului de structură, de acțiunea sarcinilor operaționale ce le solicită și de mediile ambientale în care ele lucrează. 

### Definiție. Clasificare și părți componente

Părțile componente ale unui cablu compus

Cablurile (în imagine denumite ROPE) sunt elemente sau organe flexibile de susținere și tracțiune formate din fire de sârmă sau mănunchi de sârme (toroane) răsucite în jurul unei inimi centrale mai multe straturi suprapuse. Se folosesc în construcțiile de mașini, la instalațiile de ridicat, la podurile suspendate și la instalațiile de transport pe cablu. Se clasifică în:
- cabluri rotunde sau plate (după forma secțiunii transversale)
- cabluri cu toron rotund sau toron profilat de diferite forme (după forma toronului)
- cabluri cu inimă vegetală, metalică independentă, din material sintetic, inimă de material textil, inimă minerală (după materialul din care este executată inima cablului)
- cabluri cu înfășurare dreapta-stânga, stânga-dreapta, stângă sau dreaptă (după sensul de înfășurare a cablurilor și toroanelor)
- cabluri închise, semiînchise sau deschise (după STAS 1513-74)
- cabluri compuse care poti fi duble sau triple (STAS 2693-73) [4]

La telefericele clasice se folosesc de regulă cablurile purtătoare de tipul celor închise cu suprafață plană. Cablurile se lubrifiază în acord cu fișa tehnologică a materialului metalic. Se recomandă folosirea cablurilor cu rezistență mare la rupere și la uzură iar acest lucru în îndeplinesc cablurile simple de secțiune închisă. În cazul vehiculelor debraiabile (telegondole, telescaune) nu se folosesc cabluri cu suprafața plată și acestea nu se ung cu vaselină pe exterior, pentru a avea o capacitate de prindere mai bună a vehiculelor.
Inima cablului (în imagine poartă denumirea de CORE) este partea centrală a acestuia în jurul căreia se înfășoară sârmele sau toroanele. Inima poate fi de natură vegetală (fibre de sisal, manila, cânepă, bumbac pescăresc, iută, fibre textile, etc), metalică și sintetică (din mase plastice de tipul polipropilenei sau poliamidei).
Toronul (denumirea în imagine este de STRAND) este alcătuit dintr-un ansamblu de sârme, răsucite elicoidal în jurul unei inimi centrale, pe mai multe straturi suprapuse. 

### Cablul purtător. Cablul tractor
Cablul purtător de obicei este neted pentru a permite rolelor telecabinei să ruleze cât mai eficient. La telefericele de capacitate mare de transport se prevăd 2 cabluri purtătoare la distanță de 80 cm între ele având din loc în loc montate role fixe aeriene, fixate pe cablurile de susținere pentru a diminua săgeata (lăsarea) cablului tractor. Cablurile purtătoare se ancorează la ambele capete cu greutăți de beton, pentru a permite deplasarea lui pe saboții (șinele) stâlpilor. De aceea se lasă cu câțiva metri mai lungi pentru a permite în timp deplasarea lor.
Cablul tractor este acel cablu care leagă telecabinele între ele și care e responsabil pentru tractarea unei cabine. Depinde de amplasarea grupului motor al instalației și sunt 2 cazuri: dacă grupul motor se află la bază (95% din cazurile actuale ale instalațiilor pe cablu din România) atunci cablul tractor este cel care urcă, cel care se află în fața telecabinei care urcă și care e legat de telecabina de la stația de sus. Dacă grupul motor se află sus, atunci cablul tractor este cel care urcă cu telecabina spre stația de sus. Celălalt cablu se numește *contracablu*, identic ca lungime cu cablul tractor, uneori puțin mai subțire, însă de obicei sunt identice ca și grosime și material. De preferat mecanico-tehnologic ca grupul motor sa fie montat la stația din amonte, pentru ca acțiunea tracțiunii să fie mai ușoară, iar contracablul să profite de forța gravitațională. Singurul caz la noi în țară unde grupul motor se află la stația din amonte este la telecabina Sinaia-Cota 1400.

## Grupul motor. Viteza de deplasare
În țările cu zone alpine montane unde există instalații pe cablu (Elveția, Germania, Austria, Italia etc), grupul motor se află nu doar în stația din aval ci și în stația din amonte (este mai avantajos tehnologic amplasarea acestuia în stația terminală). În România instalațiile pe cablu care au partea mecanică motrică amplasată în stația terminală (amonte) sunt cele de la Sinaia-Cota 1400 și Bâlea Cascadă - Bâlea Lac. În rest, aceste grupuri motrice se află la stația din aval.
Viteza de deplasare diferă în funcție de lungimea și de tipul telefericului, de sarcina utilă, de tipul cablului trăgător, panta traseului, etc. Cea mai ridicată viteză de deplasare admisă la teleferice este cea de 12 m/s (43,2 km/h) însă valorile medii recomandate sunt între 5 m/s-10 m/s; de altfel în România cea mai rapidă telecabină este cea de la Bușteni-Babele, unde viteza de deplasare maximă este de 10 m/s. În prescripțiile tehnice se prevăd și valorile accelerației/decelerației instalației (adică în cât timp încetinește telecabina de la viteza maximă în apropierea stației și de la ce distanță începe această încetinire). Cea mai apropiată distanța de decelerare la telefericele din România este cea de la telecabina Capra Neagră (Poiana Brașov), unde încetinește de la viteza de deplasare, destul de aproape de stație (aici este un exemplu).
La ora actuală, comandarea instalației se face automatizat, accelerarea telecabinei din stație și decelerarea ei când sosește în stație fiind reglate automat. Personalul de la pupitrul de comandă supervizează și este atent la funcționarea corectă a instalației și în caz de vânt poate încetini manual telecabina la stâlpi (exemplu din telecabină aici-încetinește la stâlpul periculos-pilonul 6), bineînțeles prin comunicarea telefonică cu personalul din telecabină (exemplu aici-cu încetinire filmată de la stâlp).

## Stâlpii metalici
Stâlpii metalici sunt de forma spațială pătratică/cilindrica având fundațiile izolate. Structura statică este cea a unei grinzi cu zăbrele asigurate prin contravântuiri în x, pe toate parțile pentru a forma o structură spațială rigidă și compactă care să lucreze la eforturi uniform și unitar. De regulă picioarele stâlpului sunt înclinate, calculate în așa fel încât să preia eforturile de compresiune din sâmburele structurii drepte de la partea superioară a structurii, cât și eforturile din încărcările directe care apasă pe saboții grinzii stâlpului (încărcarea directă din apăsarea cablului, forța mobilă maximă din greutatea telecabinei pline, greutatea proprie), eforturi laterale (acțiunea vântului), eforturi de alungire și de compresiune la temperatură etc. Unghiul de înclinare al picioarelor stâlpului față de latura paralelă cu aliniamentul instalației de obicei variază între 18º și 23º. Pe fețele laterale ale stâlpului, grinzile de susținere sunt coliniare de jos până sus (nu sunt înclinate).

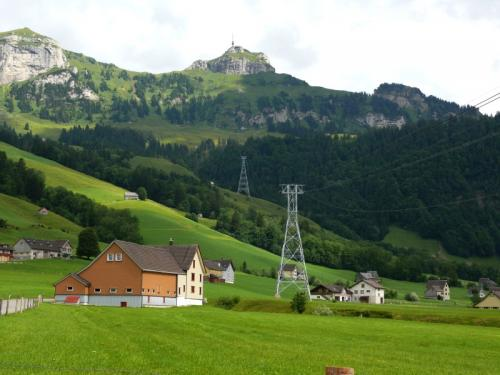
Telecabina din Hoher Kasten, Elveția din iulie 2008

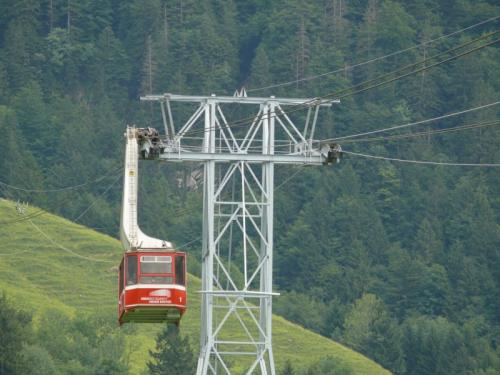
Telecabina la stâlp din Hoher Kasten, Elveția din iulie 2008

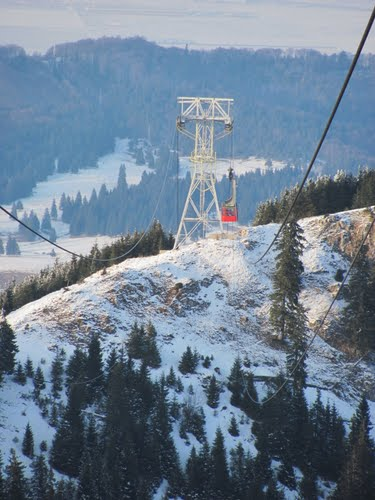
Telecabina Capra Neagră-Poiana Brașov

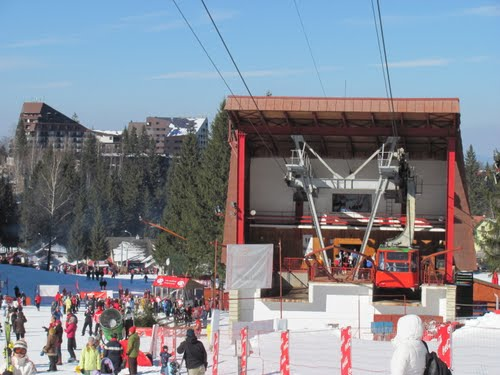
Telecabina Capra Neagră în stație

Fundația stâlpilor metalici este așa cum am zis, una izolată, pătratică, care are armături în betonul fundației și care beton este unul de clasă mare (C25/30 sau superior, cu aditivi speciali pentru protecția anticorozivă sau spălării betonului etc).  Armăturile se calculează, însă constructiv se prevăd armături din PC52 peste diametrul de 10 mm. Încastrarea grinzii (piciorului) metalice în fundație se face prin fixarea lui de o placă metalică care e fixată în fundație cu șuruburi mari de ancoraj (de obicei 4 la număr). Sunt excepții când fundația pe o latură poate lega două grinzi ale stâlpului (în acest caz fundația este continuă pe o direcție).
Elementele metalice care alcătuiesc scheletul metalic și prinderile adiacente diferă. La telecabinele construite în anii 60-75, nu doar în România, ci și în celelalte țări, grinzile metalice au fost făcute din profile Oțel Cornier cu Aripi Egale (profil L), grinzile fiind de structură compusă (dublu L, antisimetric) rigidizate prin plăcuțe de rigidizare dispuse la o distanță calculată în proiect. De obicei stâlpii metalici proiectați de firma italiană Ceretti & Tanfani Milano sunt clasici, profile L sau dublu L antisimetrice, iar la partea superioară stâlpii metalici având o structură în formă de V. Dacă vorbim de telefericele firmei elvețiene HABEGGER THUN, lucrurile se schimbă. Forma telecabinei diferă, este mai mare ca și capacitate, tehnologia este mai avansată, rolele și dispozitivul de frânare sunt mai complexe, iar stâlpii metalici sunt construiți din profile H (profile I). La noi în țară singura telecabină construită de firma elvețiană HABEGGER THUN este telecabina Capra Neagră (cabina mare) din Poiana Brașov de lângă hotel Capra Neagră (sau de lângă Pârtia Bradu).
În imaginea din stânga este expusă telecabina din Hoher Kasten, Elveția iar în cea din dreapta, telecabina Capra Neagră-Poiana Brașov. Se poate observa similitudinea cabinei și a stâlpilor metalici, tipic pentru firma constructoare HABEGGER THUN Elveția.Iar la telefericele firmei austriece LEITNER forma stâlpilor metalici difera de cea a telefericelor elvețiene; având formă cilindrică iar vârful în forma de ''T''. 
În funcție de poziționarea stâlpului, acesta poate avea câteva role de susținere ale cablului tractor (minim 4) sau până la 15 role (cazul pentru schimbarea mare de pantă). Înălțimea stâlpului de asemenea variază începând de la 7,5 m până la 113,5 m (telecabina Kaprun- Kitzsteinhorn, landul Salzburg, Austria).
La noi în țară, recordul pentru cel mai înalt stâlp de teleferic este deținut de un stâlp zăbrelit de la telegondola Piatra Neamț, cu o înălțime de 64 m, iar cel mai scurt stâlp aparține telecabinei Capra Neagră (Poiana Brașov) - pilonul 2 cu înălțimea de 7,50m. Tot la noi în țară există și o telecabină FĂRĂ niciun stâlp: telecabina Tâmpa, Brașov.

## Inspecția tehnică și revizia instalației pe cablu
Normele metodologice de inspecție tehnică și de revizie depind de la țară la țară, însă în mare sunt asemănătoare și includ următoarele operațiuni: șeful de instalație verifică parametrii și valorile tehnice afișate în pupitrul de comandă, revizorul de linie urcă pe scara exterioară a telecabinei, stând în acel loc special care e amplasat în spatele rolelor bateriei telecabinei, pentru a verifica cablurile la stâlp și buna așezare a acestora (eventual de a curăța de chiciură cablul purtător) - asta se numește revizia zilnică și în medie durează 30 minute. Revizia săptămânală este programată independent de seful instalației (de obicei lunea sau marțea), fie toata ziua, fie câteva ore. Există periodic și o revizie mai detaliată și mai amplă care necesită cel puțin cateva zile pentru îndeplinire, de obicei înaintea sezonului rece se verifică în detaliu instalația (se execută și ungerea rolelor telecabinei, a stâlpilor, cablurilor, etc). O dată la câțiva ani cabinele sunt deplasate pentru a evita uzura cablului în același loc pe saboții stâlpilor metalici. Cablurile tractoare se verifică periodic (prin defectoscopie magneto-inductivă) și se înlocuiesc de obicei la 20 sau 30 de ani, în funcție de prescripția din fișa tehnică a instalației.

## Noțiuni fundamentale de statica cablurilor

### Introducere
Disciplina de STATICĂ este disciplina care studiază echilibrul forțelor, la starea de nemișcare a corpurilor; este o  ramură a Mecanicii care studiază sistemele de forțe pentru stabilirea condițiilor de echilibru ale unui corp aflat în stare de repaus sau de mișcare, și această disciplină a Staticii este folosită în mai multe domenii cu denumirile aferente: 
Statica lichidelor (hidrostatică) - Ramură a hidromecanicii care studiază legile echilibrului fluidelor și ale corpurilor scufundate în ele;
Statica gazelor (aerostatică) - Ramură a mecanicii fluidelor care se ocupă cu studiul echilibrului aerului și al gazelor în general, precum și cu construirea și cu dirijarea aerostatelor;
Statica construcțiilor - Se ocupă cu studiul metodelor de calcul pentru determinarea eforturilor și deplasărilor structurilor de rezistență ale construcțiilor alcătuite din bare drepte, simple sau compuse, supuse la acțiuni statice. Constituie materia de bază în domeniul numit calcul structural. Chiar dacă în ziua de astăzi în general în activitatea de proiectare se folosesc programe de calcul automat, metodele folosite în statica construcțiilor, metoda eforturilor și metoda deplasărilor se pretează mai bine în calculul unor elemente structurale de mici dimensiuni decât un program de calcul automat. Pe de altă parte aceste metode pot fi folosite în paralel cu programele de calcul automat pentru compararea rezultatelor;
Un subcapitol al statici construcțiilor, este Statica Firului sau Statica Cablurilor, domeniu ce se ocupă cu determinarea eforturilor și deplasărilor într-un sistem format nu din bare rigide, ci din elemente elastice parabolice (fire, sârme, cabluri, etc).

### Considerente teoretice de calcul
Un cablu întins și suspendat între două reazeme, sub acțiunea sarcinilor permanente (greutatea proprie) ia forma unei parabole (sau analog unui lănțișor). În literatura de specialitate se deosebesc 2 cazuri de calcul static al cablului: Lănțișorul ca linie de echilibru și parabola ca linie de echilibru. Vom dezvolta puțin pentru cunoștințele generale aceste două cazuri de calcul: 

#### Ecuația lănțișorului

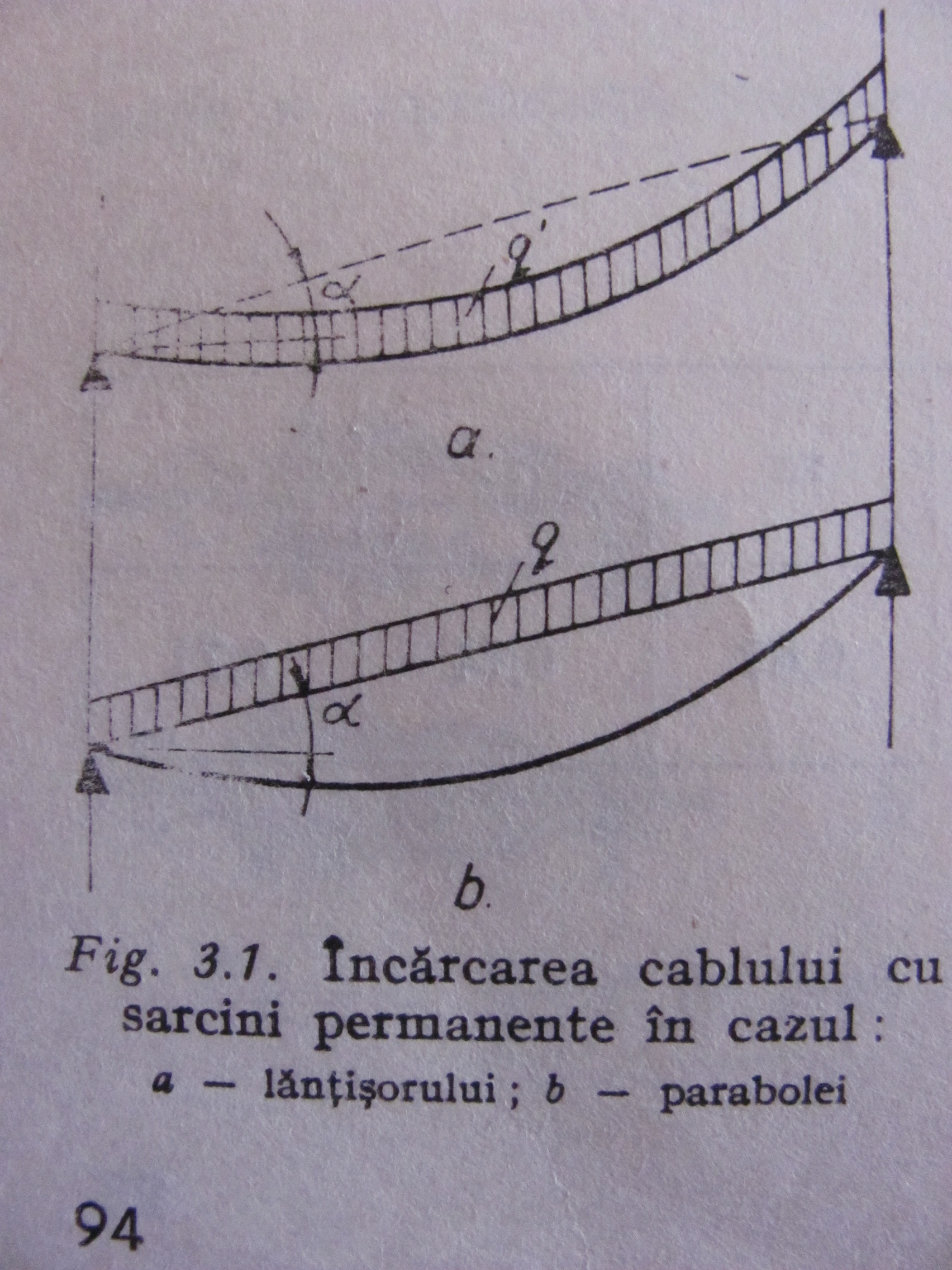
Sarcini permanente teoria lantisorului si parabolei

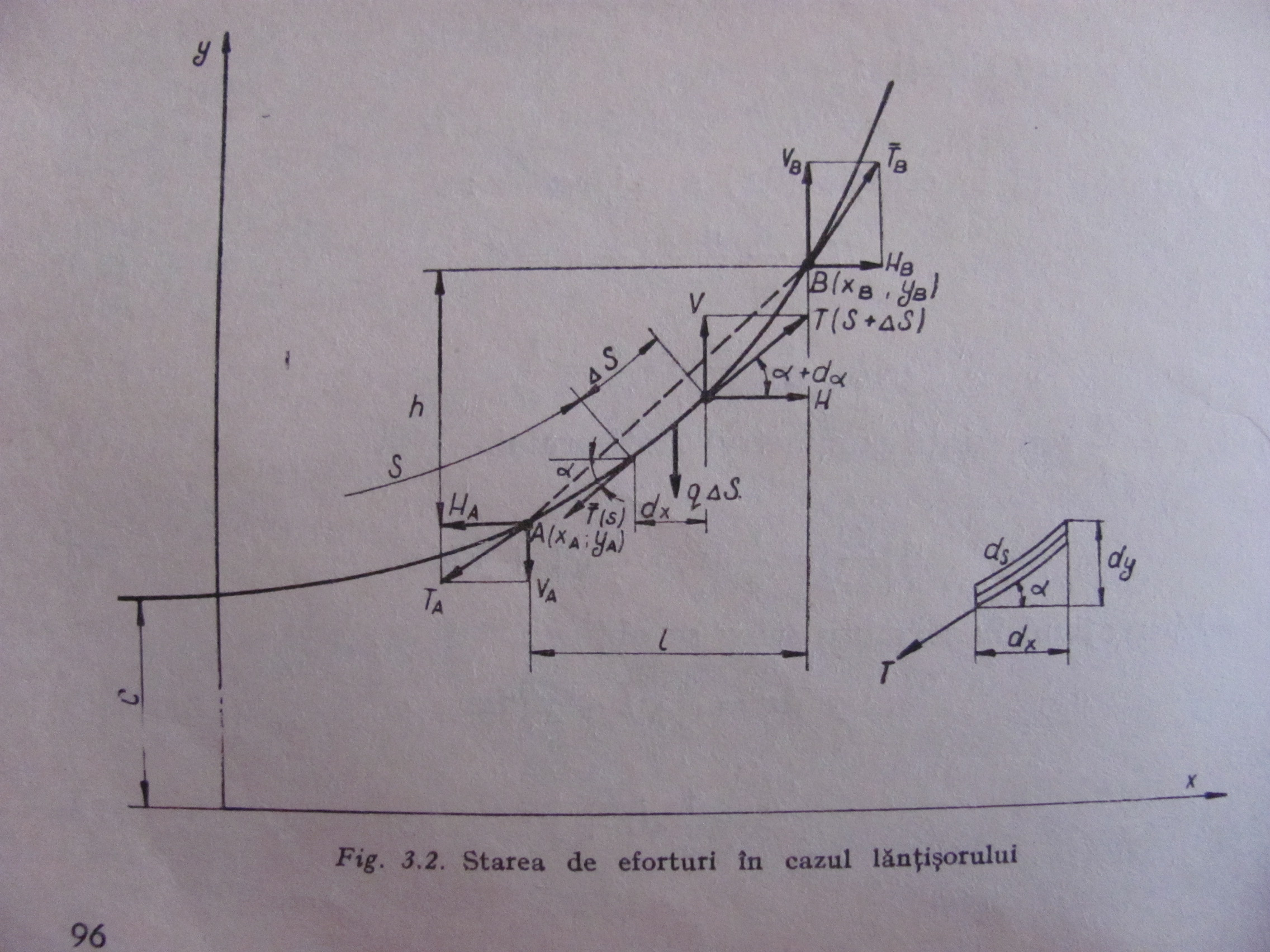
Starea de eforturi in cazul lănțișorului

Un punct pe curba a cărei ecuație urmează să fie determinată poate fi fixat prin punctele x=x(S), y=y(S) unde S indică lungimea arcului de curbă de luat de la origine fixată.
Considerăm un element de arc ΔS aflat pe curbă presupunând că este în echilibru. Asupra lui acționează greutatea qΔS și eforturile de tracțiune care sunt T(S) respectiv T(S+ΔS). Condiția de echilibru static pe porțiunea ΔS este: {\displaystyle {\overline {T}}(S+\Delta S)-{\overline {T}}(S)+{\overline {q}}\Delta S=0} sau {\displaystyle {\frac {{\bar {T}}(S+\Delta S)-{\bar {T}}(S)}{\Delta S}}+q=0{\text{ sau trec}}{\hat {\text{a}}}{\text{nd la limite avem: }}{\frac {d{\bar {T}}}{dS}}+q=0}.
Cosiderând efortul de tracțiune T orientat de-a lungul tangentei la curbă, avem:{\displaystyle tg\alpha ={\frac {dy}{dx}};{\text{ observ}}{\breve {\text{a}}}{\text{m c}}{\breve {\text{a}}}\;{\bar {T}}=T\cos \alpha \cdot {\bar {i}}+T\sin \alpha \cdot {\bar {i}},{\text{ iar }}{\bar {q}}=-q\cdot {\bar {j}}}. Proiectând pe cele două axe obținem {\displaystyle {\begin{cases}\displaystyle {\frac {d}{dS}}(T\cos \alpha )=0\\\displaystyle {\frac {d}{dS}}(T\sin \alpha )-q=0\end{cases}}{\text{ prin integrarea ecuatieide mai sus avem }}T\cos \alpha =C_{1};\;T={\frac {C_{1}}{\cos \alpha }}}. Pentru situația α=0, T=H rezultă C¹=H avem: {\displaystyle {\begin{cases}\displaystyle {\frac {d}{dS}}(T\cos \alpha )=0\\\displaystyle {\frac {d}{dS}}(T\sin \alpha )-q=0\end{cases}}{\text{ prin integrarea ecuatieide mai sus avem }}T\cos \alpha =C_{1};\;T={\frac {C_{1}}{\cos \alpha }}} reprezintă parametrul lănțișorului iar {\displaystyle {\begin{cases}\displaystyle {\frac {d}{dS}}(T\cos \alpha )=0\\\displaystyle {\frac {d}{dS}}(T\sin \alpha )-q=0\end{cases}}{\text{ prin integrarea ecuatieide mai sus avem }}T\cos \alpha =C_{1};\;T={\frac {C_{1}}{\cos \alpha }}} sau {\displaystyle y''={\frac {1}{c}}{\sqrt {1+y'^{2}}}}. Relația (1) este o ecuație diferențială, 1/c fiind o valoare cunoscută și pentru o anumită relație constantă. Integrând această ecuație diferențială se ajunge la soluția generală de forma: {\displaystyle {\begin{array}{l}Y=c\cdot ch\left({\frac {x}{c}}+c_{1}\right)+c_{2}{\text{in situatia in care }}x=0;\;y=c{\text{ iar }}y'=0{\text{ rezulta }}C_{1}=0{\text{ si }}C_{2}=0.{\text{ Se obtine solutia ecuatiei}}\\{\text{lantisorul ui de forma }}y'=c\cdot ch{\frac {x}{c}}.\\{\text{Ea poate fi scrisa si sub forma }}{\frac {y}{C}}={\frac {1}{2}}\left(e^{x/c}+e^{-x/c}\right)=1+{\frac {x^{2}}{2!c^{2}}}+{\frac {x^{4}}{4!c^{4}}}+{\frac {x^{6}}{6!c^{6}}}+\ldots +{\frac {x^{2n}}{(2n)!c^{2n}}}\end{array}}}
Nu intrăm în calculele celelalte, însă tot ca informație generală putem afla săgeata cablului: {\displaystyle f_{x}={\frac {hx}{l}}-c\cdot ch\cdot {\frac {l}{2c}}}, iar dacă se dorește expresia săgeții la mijlocul deschiderii, se înlocuiește x cu l/2.
De asemena expresia lungimii cablului în deschidere are forma: {\displaystyle l=2c\cdot \ln \left[\left({\frac {S^{2}-h^{2}}{4c^{2}}}\right)^{\frac {1}{2}}+\left({\frac {S^{2}-h^{2}}{4c^{2}}}+1\right)^{\frac {1}{2}}\right](4)}. Dacă punctele sunt la același nivel atunci lungimea arcului de lănțișor are expresia {\displaystyle S=I+{\frac {8f^{2}}{3l}}(5)}. Se mai pot determina de asemenea efortul de tracțiune din cablu într-un punct oarecare. Pornind de la expresia {\displaystyle T={\frac {H}{\cos \alpha }}=H{\sqrt {1+tg^{2}\alpha }}=H{\sqrt {1+{\frac {dy}{dx}}}};\,{\text{cu valorile}}\,{\frac {dy}{dx}}=sh\left({\frac {x}{c}}\right)\,{\text{avem}}\,T=q\cdot c\cdot ch{\frac {x}{c}}=q\cdot y} Efortul din cablu este egal cu greutatea cablului având lungimea egală cu ordonata punctului respectiv, în raport cu direcția lănțișorului. 

#### Ecuația parabolei

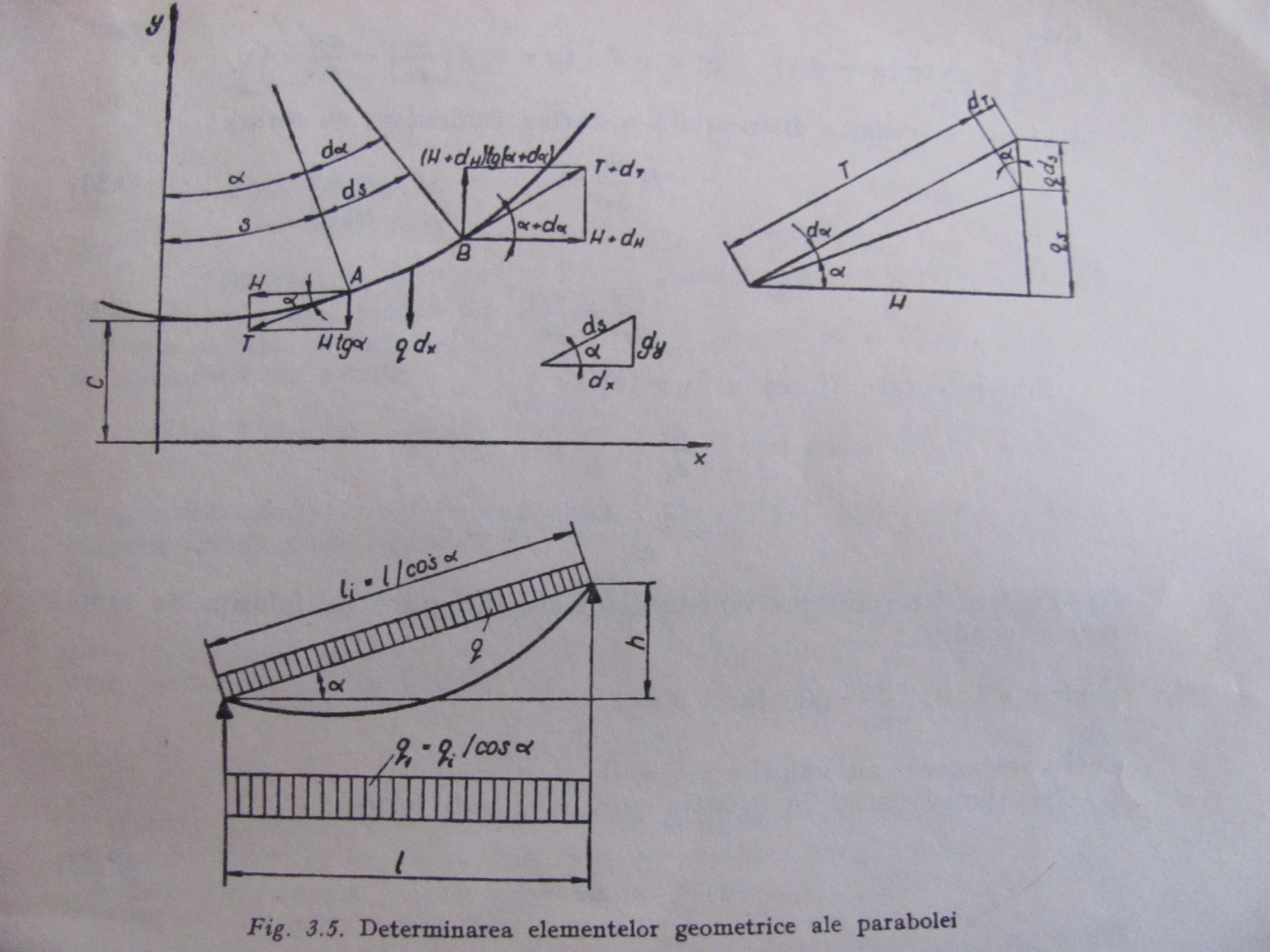
Elementele geometrice ale parabolei

Acum să vedem cazul parabolei ca și linie de echilibru static. Elementul de arc are în acțiune eforturile de întindere din cablu și greutatea proprie care sunt uniform distribuite în lungul proiecției orizontale rectilinii a cablului. Din figura alăturată intensitatea q1 are valoarea constantă determinată astfel: {\displaystyle q=q_{1}\cdot {\frac {dx}{ds}}=q_{1}\cdot \cos \alpha }, de unde {\displaystyle q_{1}={\frac {q}{\cos \alpha }}} Eforturile de tracțiune din cablu (T), ca și componentele lor, cunosc creșteri infinit mici pe lungimea elementului de arc ds, așa încât ecuațiile de echilibru pe cele două direcții x și y pot fi scrise sub forma: {\displaystyle H-(H+dH)=0}, si {\displaystyle -H\cdot tg\alpha -q_{1}\cdot dx+(H+dH)\cdot tg(\alpha +d\alpha )=0}, renunțându-se la produsul infiniților avem: {\displaystyle H[tg(\alpha +d\alpha )-tg\alpha ]=q_{1}dx}, cum {\displaystyle tg(\alpha +d\alpha )-tg\alpha =d(tg\alpha )=d\left({\frac {dy}{dx}}\right)={\frac {d^{2}y}{d^{2}x}}dx} se ajunge la ecuația diferențială a curbei funiculare: {\displaystyle H{\frac {d^{2}y}{d^{2}x}}=q_{1}} sau {\displaystyle {\frac {d^{2}y}{dx^{2}}}={\frac {q_{1}}{H}}} iar prin integrare avem: {\displaystyle {\frac {dy}{dx}}={\frac {q_{1}}{H}}x+c_{1}} sau {\displaystyle y={\frac {q_{1}\cdot x^{2}}{2H}}+c_{1}x+c_{2}}. Pentru determinarea constantelor de integrare punem condițiile: x=0; dy/dx=0 și y=c. Rezultă că c1=0 și c2=c. Astfel se ajunge la ecuația parabolei sub forma: {\displaystyle y={\frac {q_{1}x^{2}}{2H}}+c} sau {\displaystyle y={\frac {x^{2}}{2c}}+c} unde {\displaystyle c={\frac {H}{q_{1}}}}. Forma parabolei depinde de parametrul c.

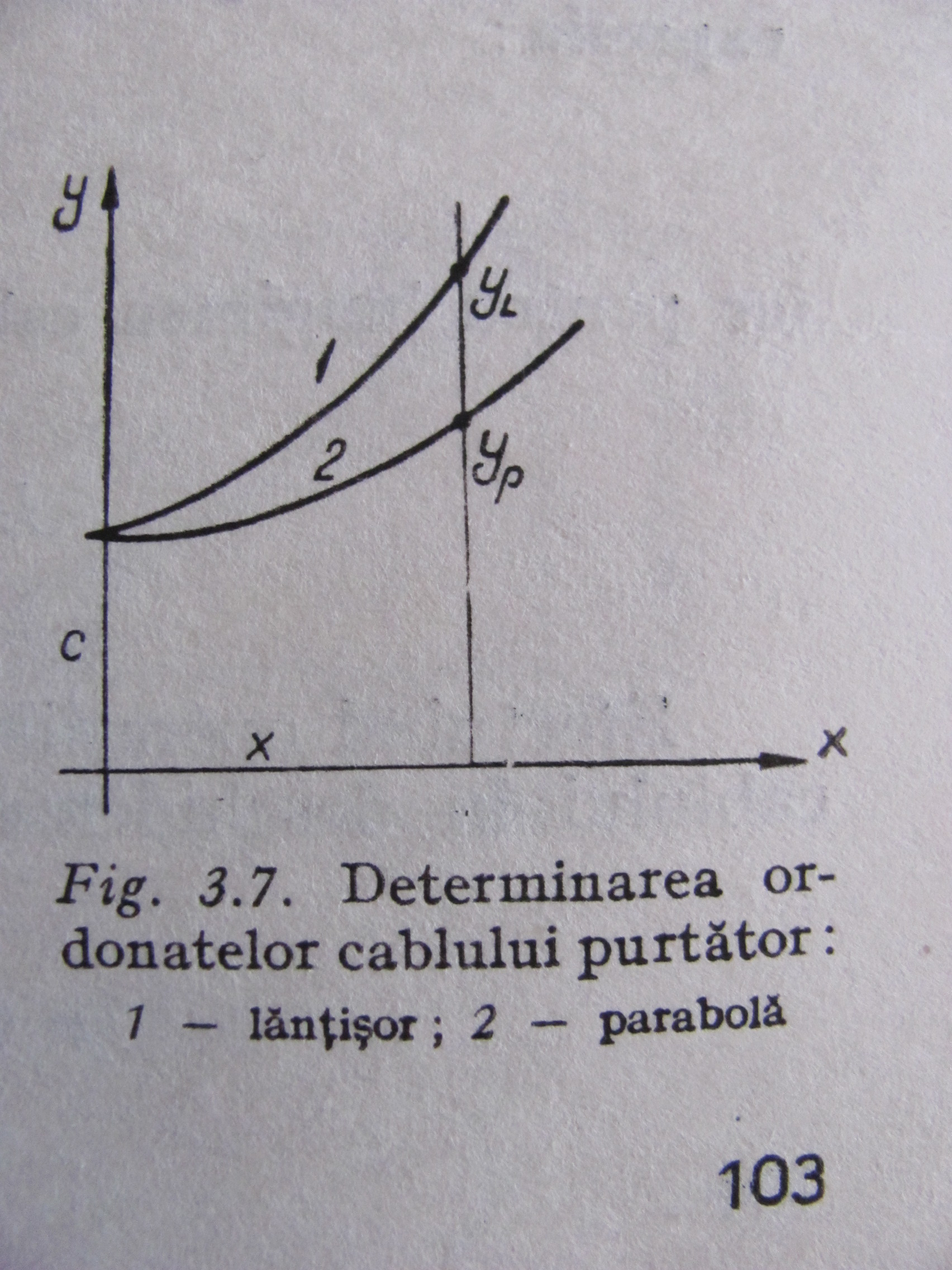
Eroare grafic lantisor si parabola

Să analizăm puțin eroarea care apare din formulele (2) și (7). Să vedem încă o dată formulele una sub cealaltă:
{\displaystyle {\frac {y_{L}}{c}}={\frac {1}{2}}\left(e^{\frac {x}{c}}+e^{-{\frac {x}{c}}}\right)=1+{\frac {x^{2}}{2!c^{2}}}+{\frac {x^{4}}{4!c^{2}}}+{\frac {x^{6}}{6!c^{2}}}+...+{\frac {x^{2n}}{(2n)!c^{2}}}\quad (2)}, {\displaystyle y={\frac {q_{1}x^{2}}{2H}}+c} sau {\displaystyle y={\frac {x^{2}}{2c}}+c} unde {\displaystyle c={\frac {H}{q_{1}}}}(7). Putem scrie {\displaystyle {\frac {y_{P}}{c}}=1+{\frac {x^{2}}{2c^{2}}}} Valoarea analitică a erorii este scrisă sub forma {\displaystyle {\frac {y_{L}-yP}{yL}}={\frac {x^{4}}{24c^{2}}}={\frac {x^{6}}{720c^{6}}}+\cdots } exprimând procentual această eroare prin relația {\displaystyle {\frac {y_{L}-yP}{yL}}\cdot 100=\varepsilon [\%]} și dând diferite valori pentru raportul x/c rezultă:
| x/c             | e%                         |
| 0 0,1 0,2 0,5 1 | 0 0,00041 0,0058 0,144 2,8 |

'Concluzie': având în vedere că c variază între 3000 și 6000 m iar deschiderile între 100-400 m se observă că diferența este foarte mică, neglijabilă. Pentru situațiile în care punctele de suspendare sunt foarte denivelate (deschieri abrupte) parametrul parabolei trebuie să fie diferit de cel al lănțișorului, și asa cum arată prof. Redlov (pag.48) apropierea dintre cele două curbe se va face prin egalarea sarcinilor totale și prin impunerea anumitor condiții suplimentare.
Enumerăm mai jos, fără să intrăm în calculele matematice diferențiale, expresia finală a săgeții cablului:

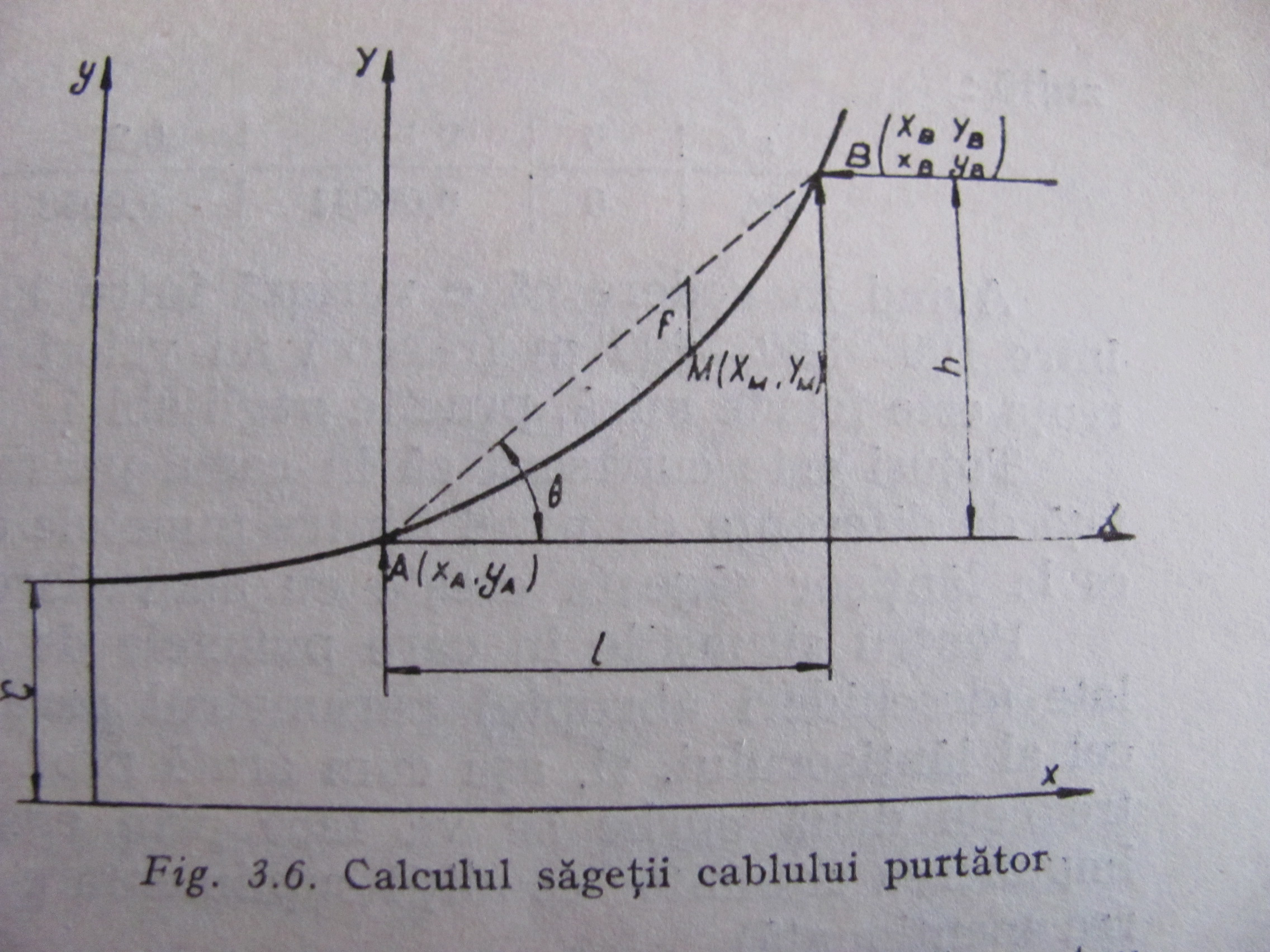
Calculul sagetii cablului-cazul parabola

{\displaystyle f_{x}={\frac {x(1-x)}{2c}}} (8) care pentru {\displaystyle x={\frac {l}{2}}} ia forma {\displaystyle f_{\frac {1}{2}}={\frac {l^{2}}{8c}}={\frac {q_{1}\cdot l^{2}}{8H}}} (8'). Iar expresia lungimii cablului avem:{\displaystyle L=l+{\frac {h^{2}}{2l}}+{\frac {l^{3}}{24c^{2}}}(9)} sau în funcție de săgeata cablului dela mijlocul deschiderii:{\displaystyle L=l+{\frac {h^{2}}{2l}}+{\frac {8}{3}}\cdot {\frac {f_{\max }}{l}}} (9'). Efortul de tracțiune din cablu la parabolă se calculează pornind de la poligonul forțelor din imaginea, din care rezultă: {\displaystyle dT=q\cdot ds\cdot \sin \alpha } unde {\displaystyle \sin \alpha ={\frac {dy}{ds}}} iar {\displaystyle dT=q\cdot ds\cdot {\frac {dy}{ds}}=q\cdot dy}. Prin integrare rezultă că T=qy+c1. Se impun condițiile: x=0; y=c iar T=N de unde c1=H-q•c=0. Rezultă că efortul dintr-un punct oarecare este {\displaystyle T=q\cdot y(10)}

## Recorduri în domeniul instalațiilor pe cablu-teleferice

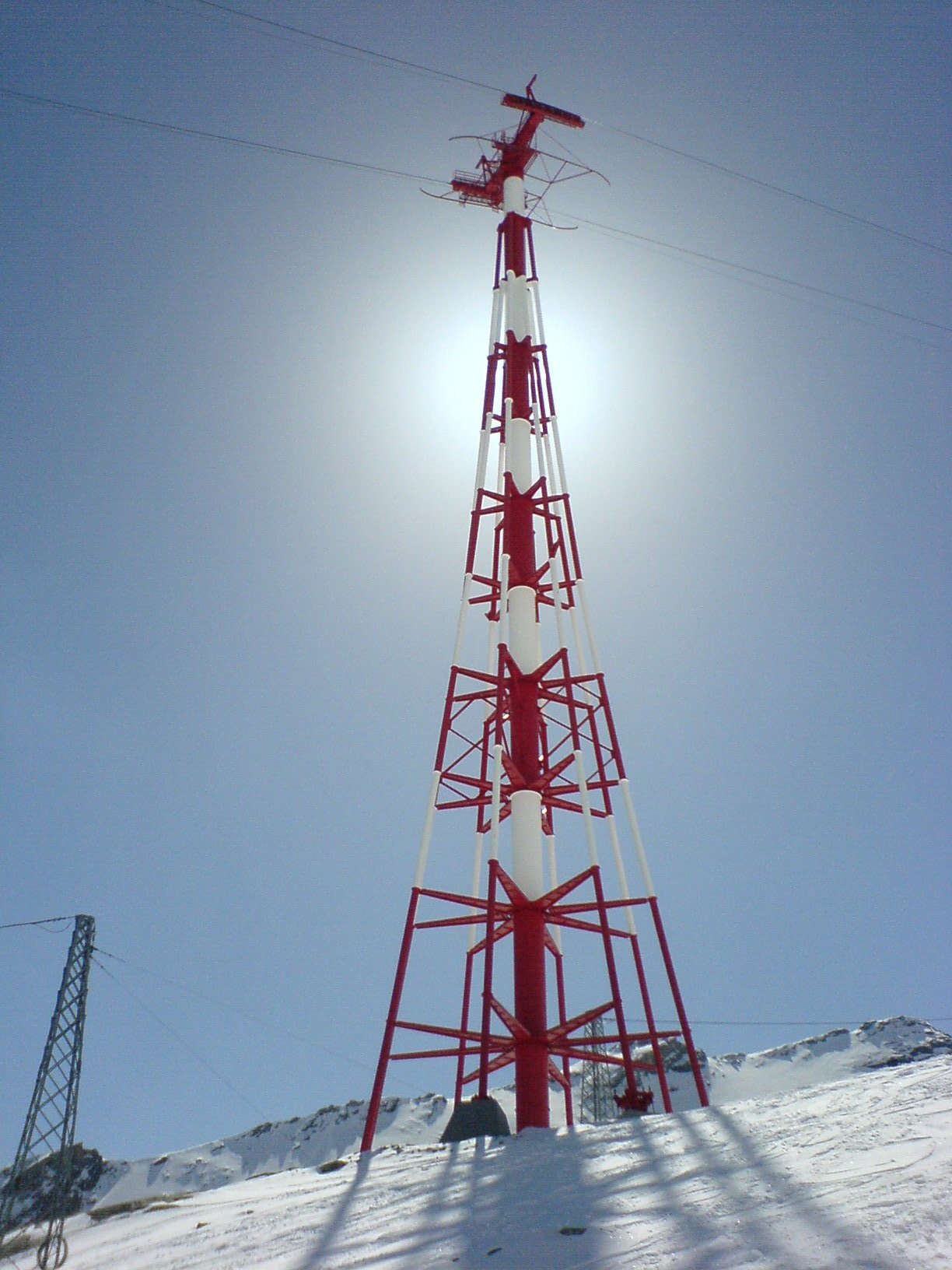
Cel mai inalt stalp de telecabina din lume 113,6 m-Gletscherbahn Kaprun III-Kaprun-Austria

- Cea mai lungă telecabină din lume: Armenia, Halidzor-Mănăstirea Tadev (5.7km), cost: 18 millione dolari-13 mil. Euro, timp: 11 minute, viteza maximă: 37 km/h, capacitate: 25 pers. (record precedent Sandia Peak-U.S.A. cu 4,3 km);
- Cea mai înaltă telecabină din lume: telecabina Mérida (Mérida-Venezuela), cu stația finală la altitudinea de 4765 m.
- Cel mai înalt pilon din lume 113,6 m-Gletscherbahn Kaprun III
- Capacitatea maximă de persoane/cabină: TPH200 Vanoise Express La Plagne-Le Arcs (alpii francezi) 200 de persoane/cabină
- Cea mai joasă telecabină (la altitudinea de bază cea mai joasă): telecabina Masada Arhivat în 14 iunie 2013, la Wayback Machine., Israel-257 m sub nivelul mării, cu stația de vârf la doar 33 m deasupra mării.

## Vezi și
- Telescaun
- Teleschiu

## Telecabine din lume

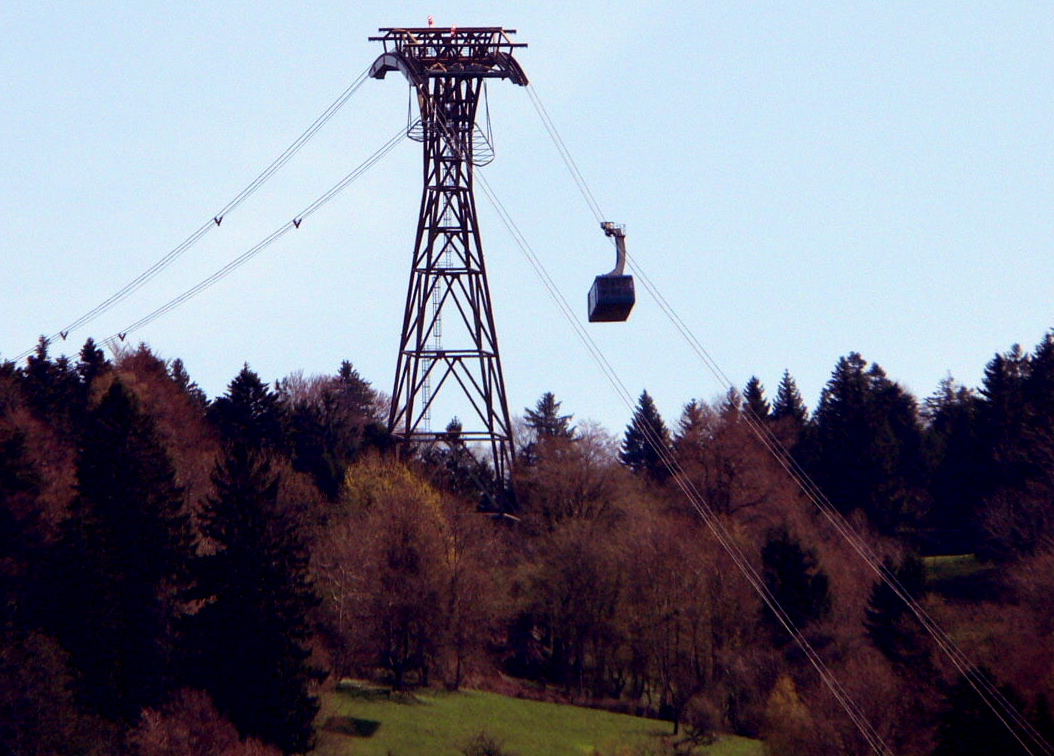
Telecabină în Bregenz-Austria
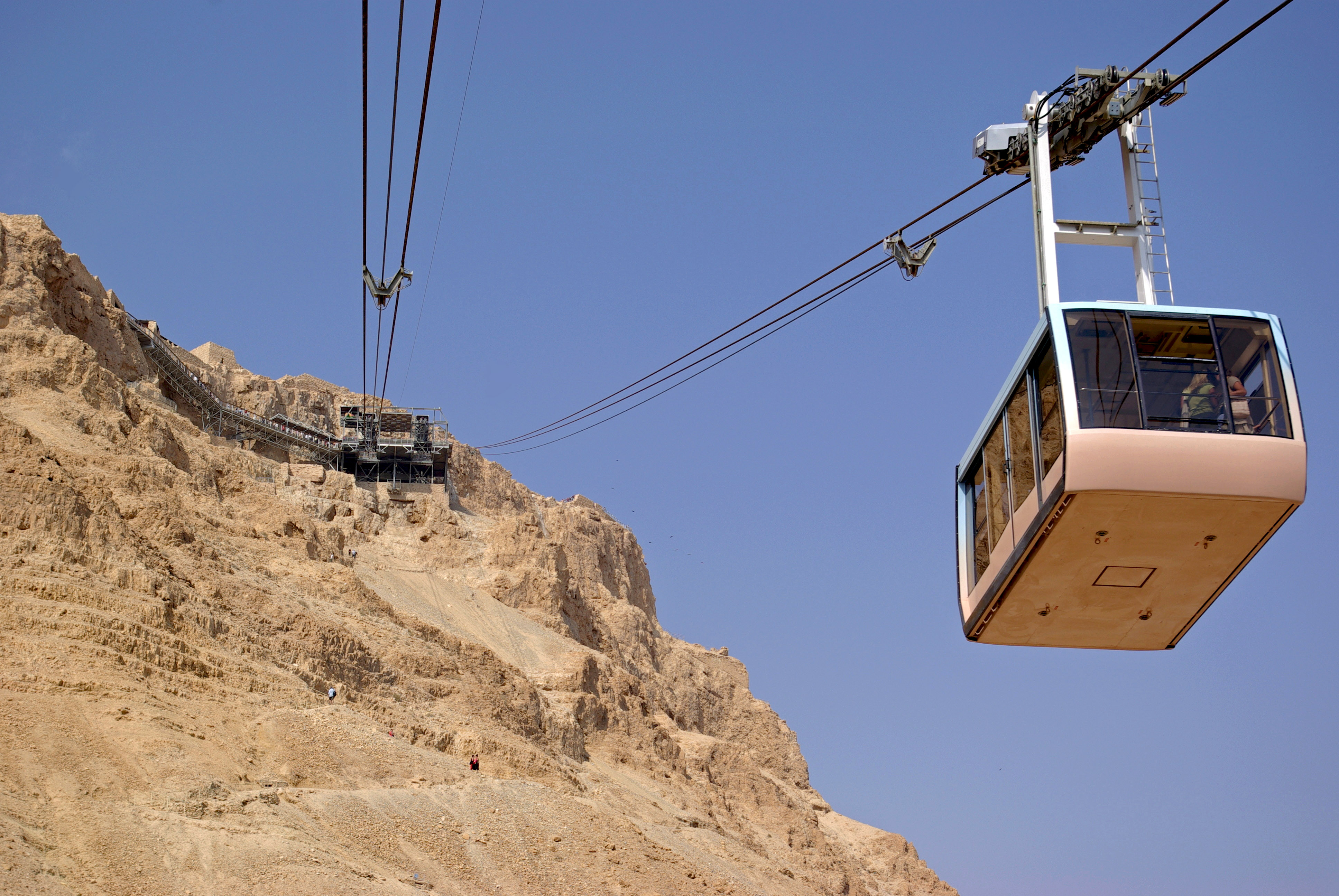
Telecabina din Masada, Israel
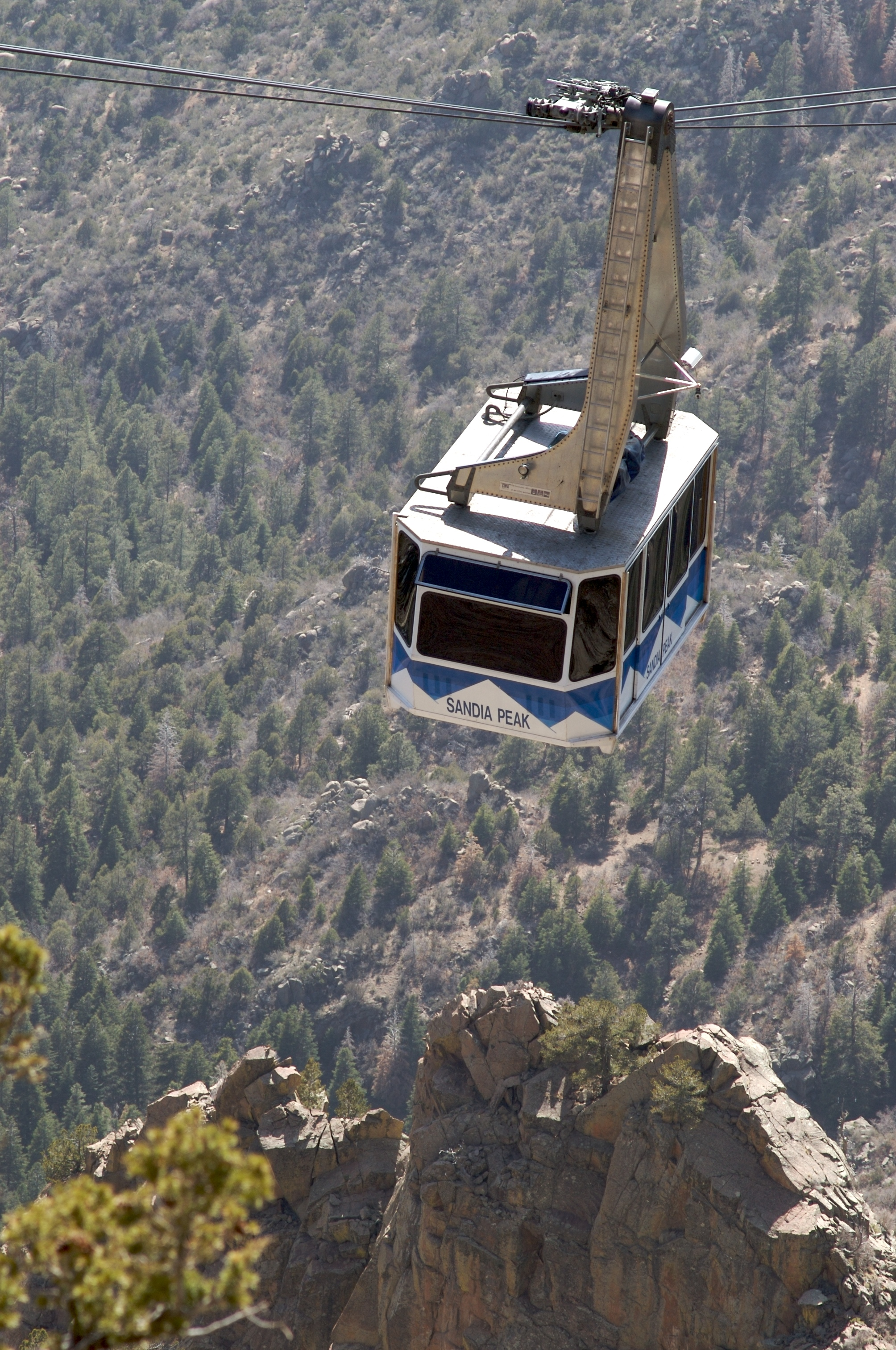
Telecabinele din Sandia Peak în Albuquerque, New Mexico.
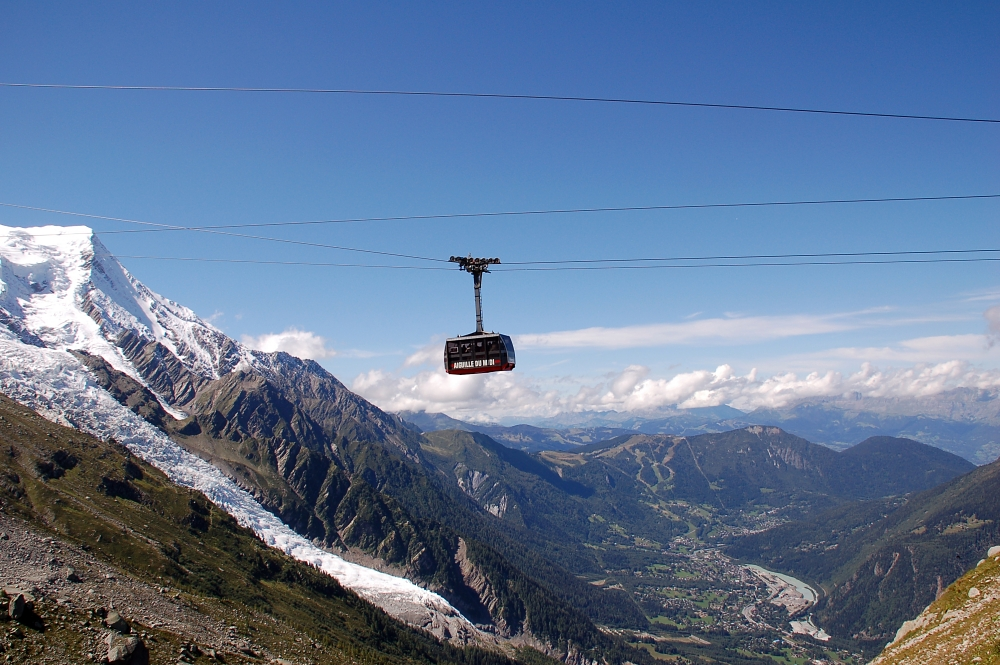
Telecabina din Chamonix până în vârful Aiguille du Midi, Haute-Savoie, Franța
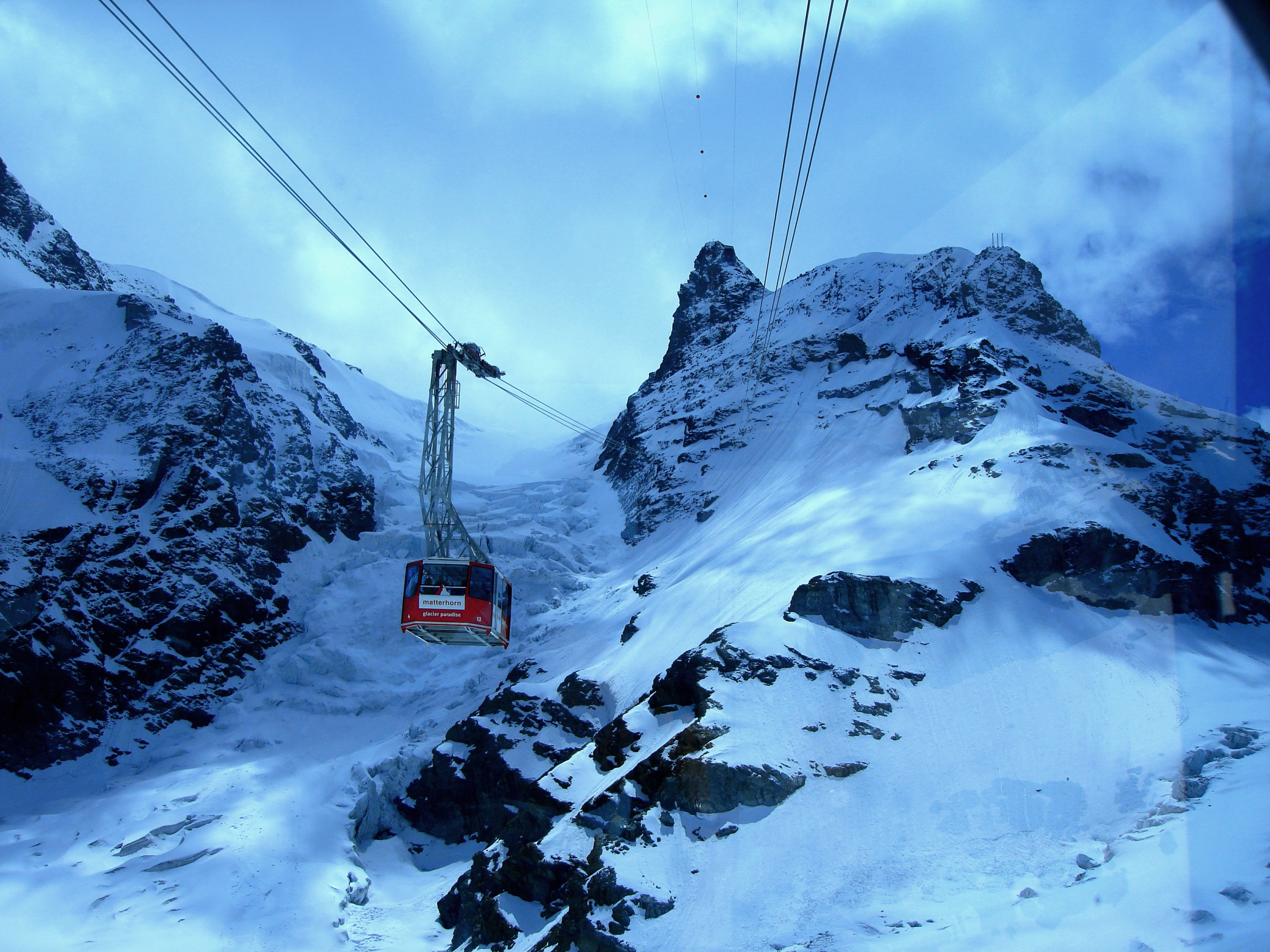
Telecabina spre vârful Klein Matterhorn, Zermatt, Elveția
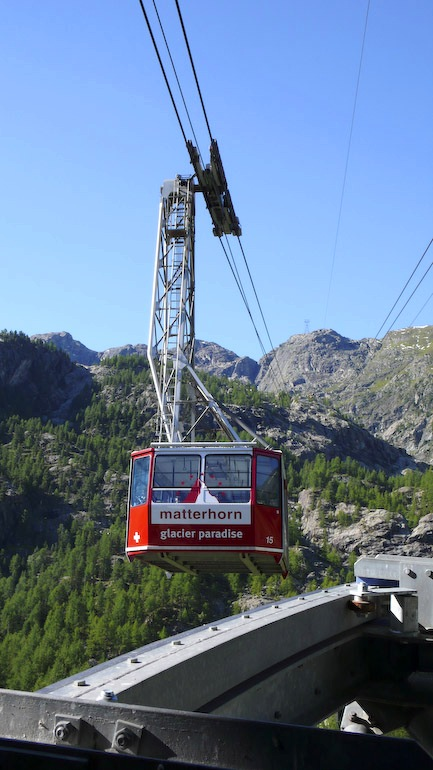
Telecabina la stația Trockener Steg, Zermatt, Elveția
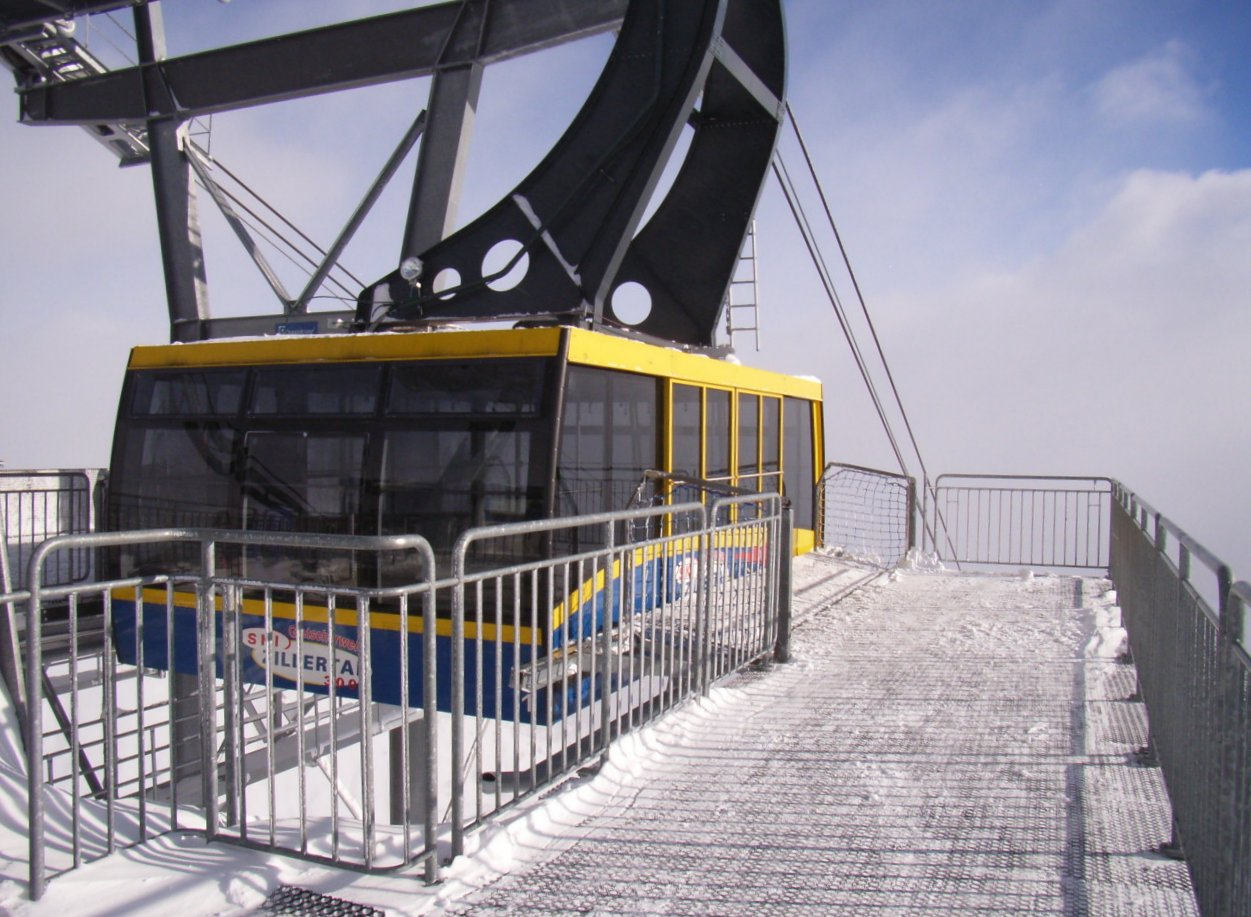
Telecabina 150er Tux (capacitate 150 persoane) din Zillertal, Austria
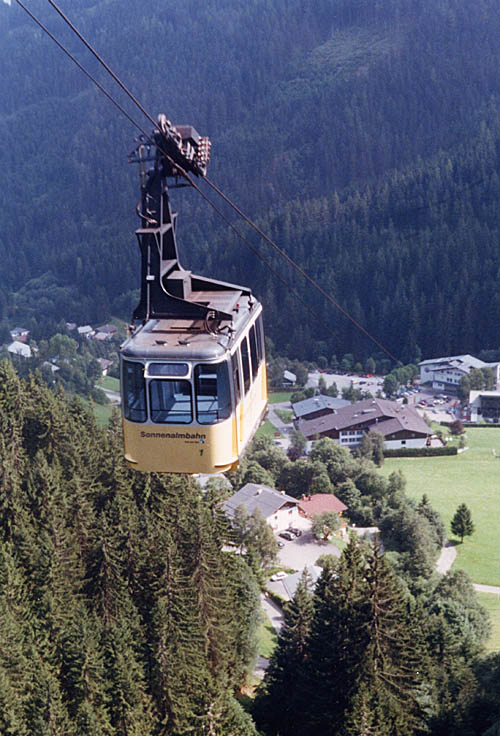
Telecabina Zell am See, Kaprun, Austria
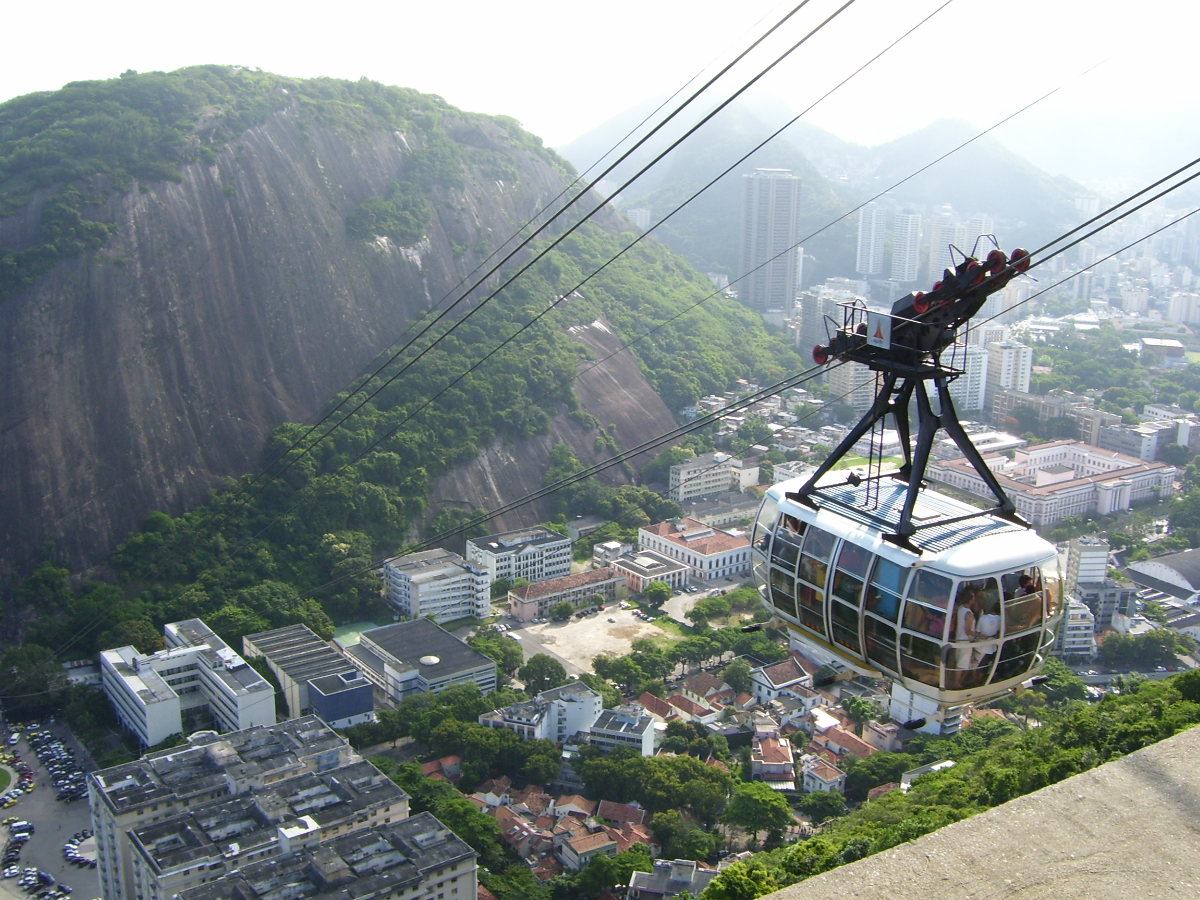
Telecabina din Morro da Urca, Rio de Janeiro, Brazilia
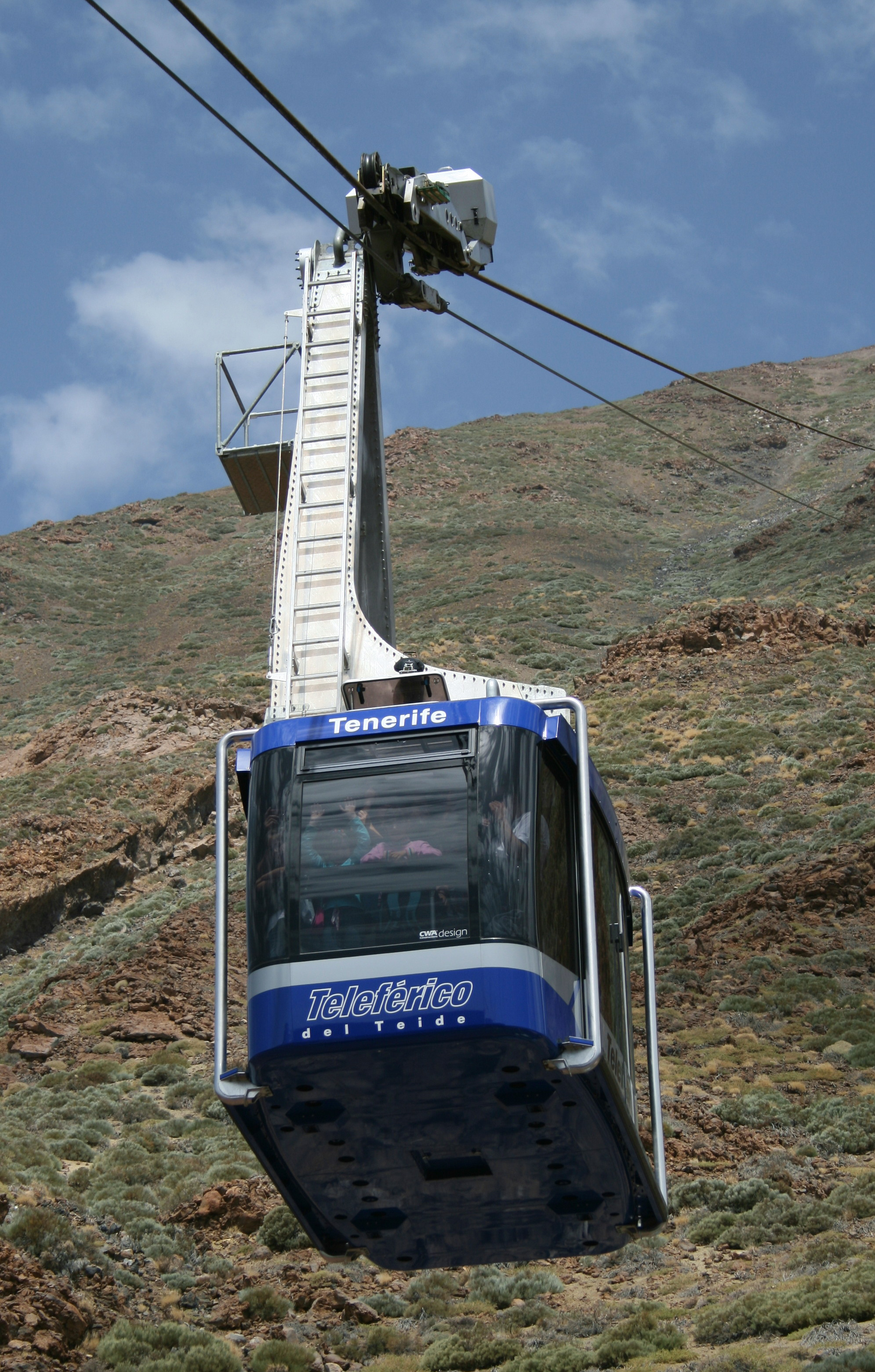
Telecabina din Teide, Tenerife, Spania
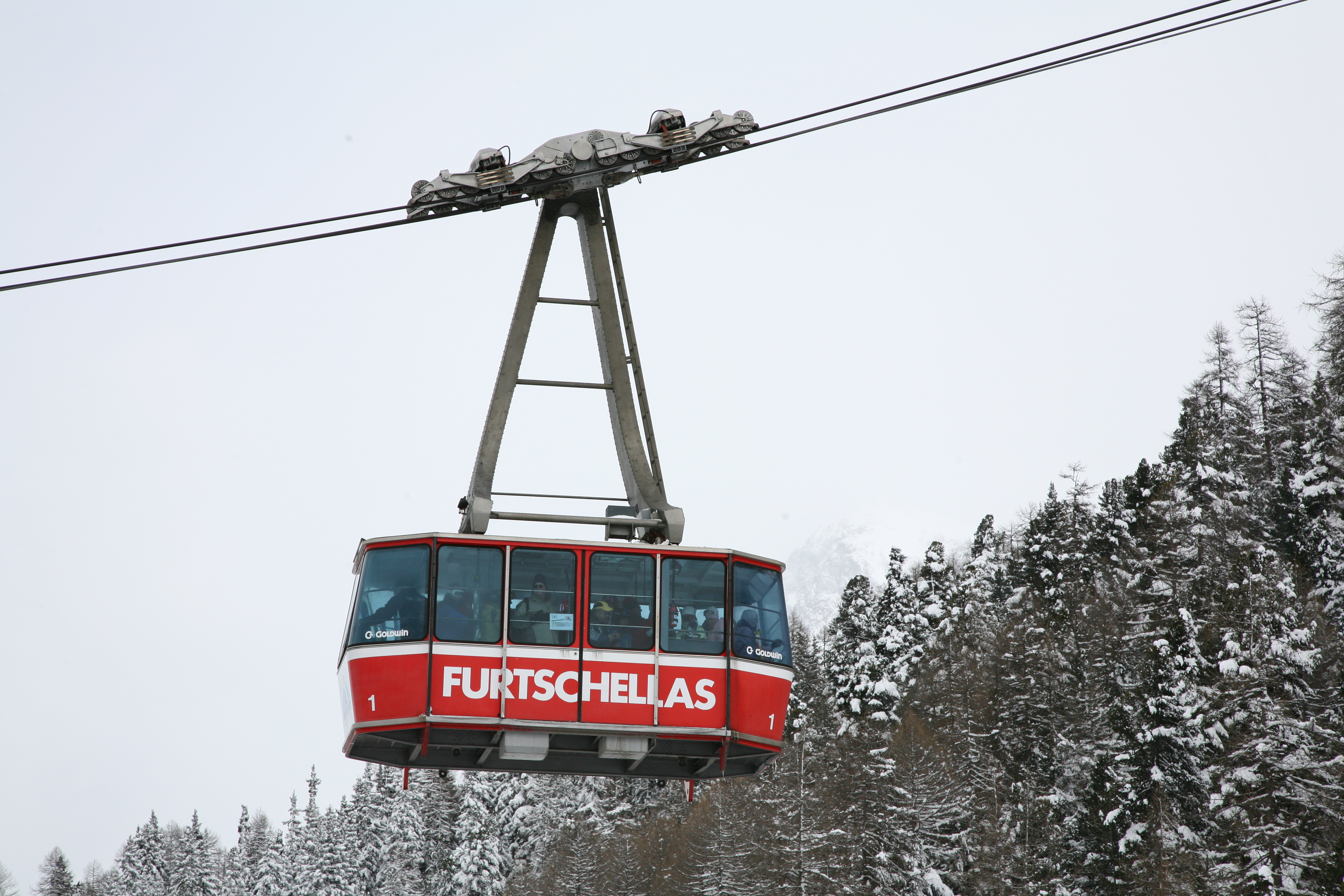
Telecabina Furtschellas din Engadin, Elveția
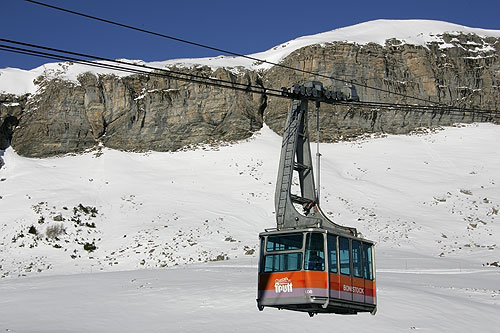
Telecabina Melchsee-Frutt în Distelboden-Bonistock, Elveția
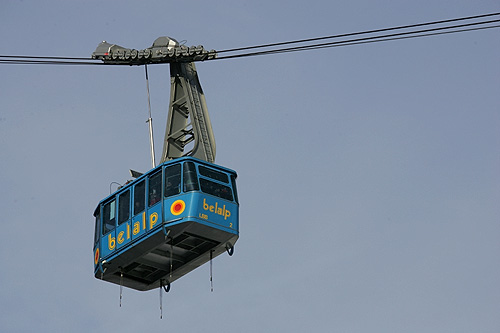
Telecabina în Blatten-Belalp, Elveția
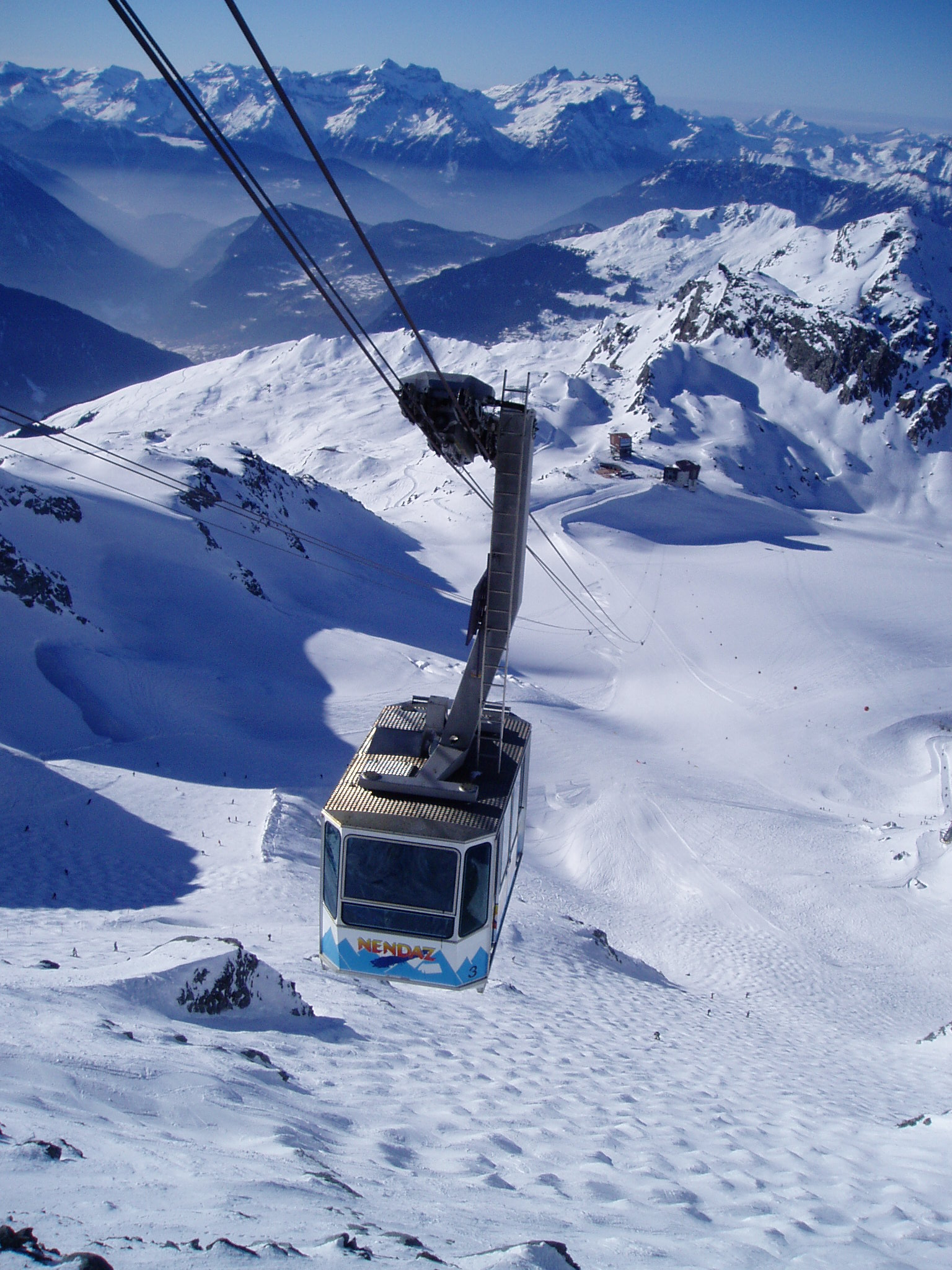
Telecabina în Verbier, cantonul Valais, Elveția
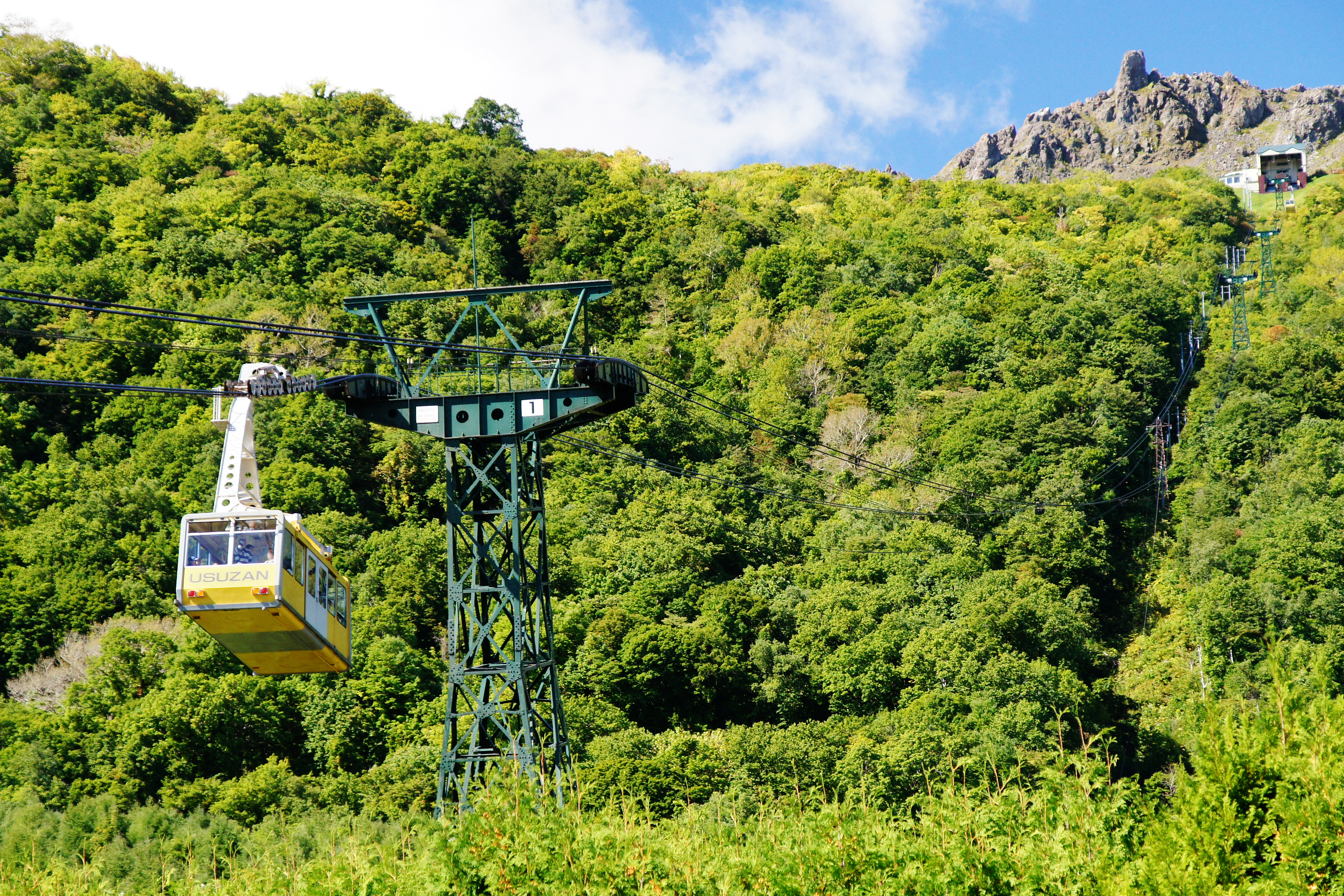
Telecabina din Sobetsu, Hokkaido, Japonia
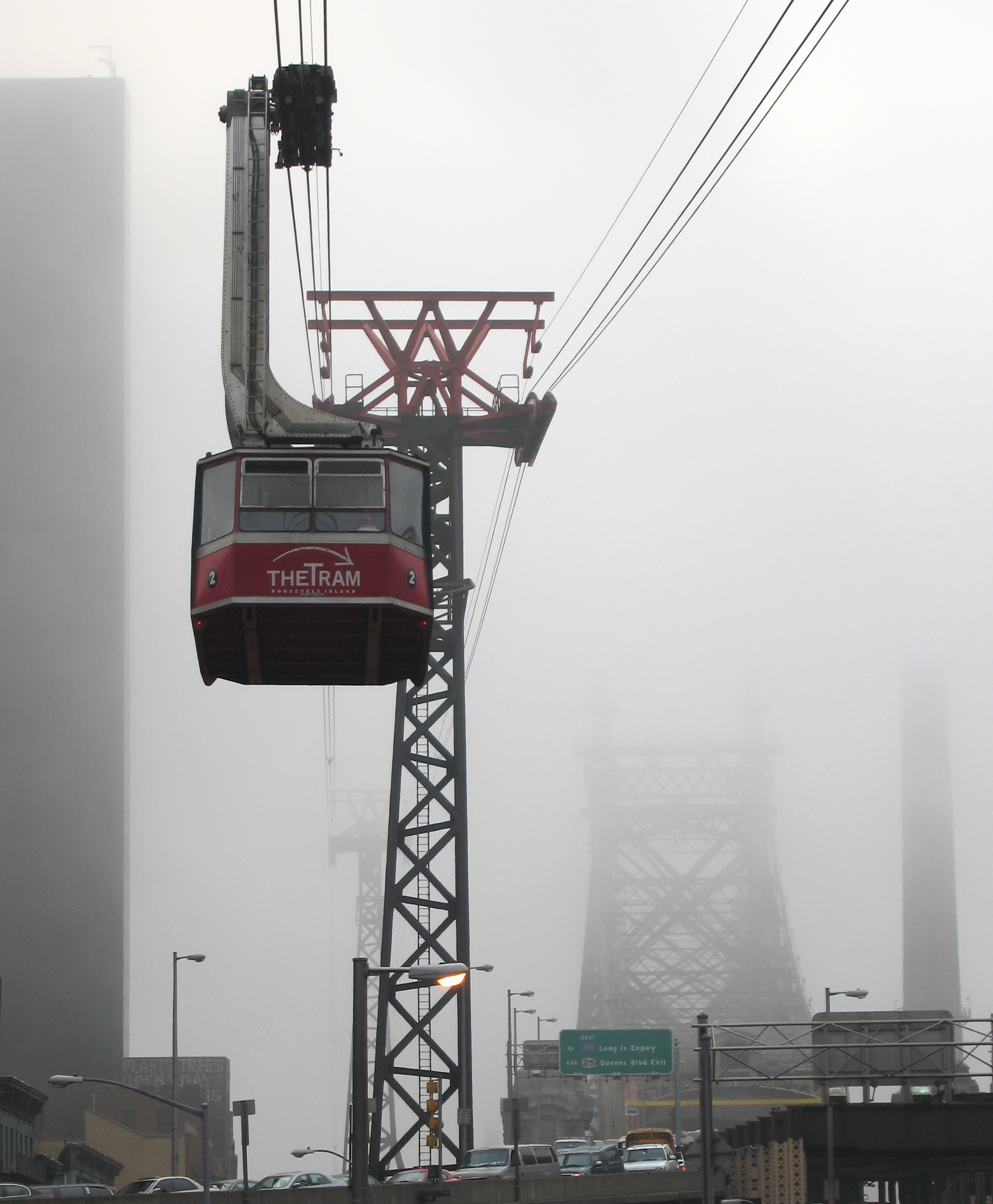
Telecabina Roosevelt Island din Manhattan, SUA
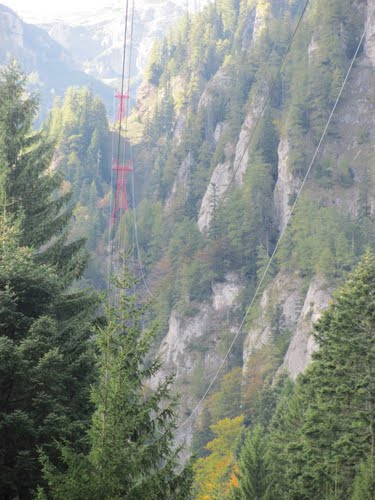
Telecabina Bușteni-Babele, România
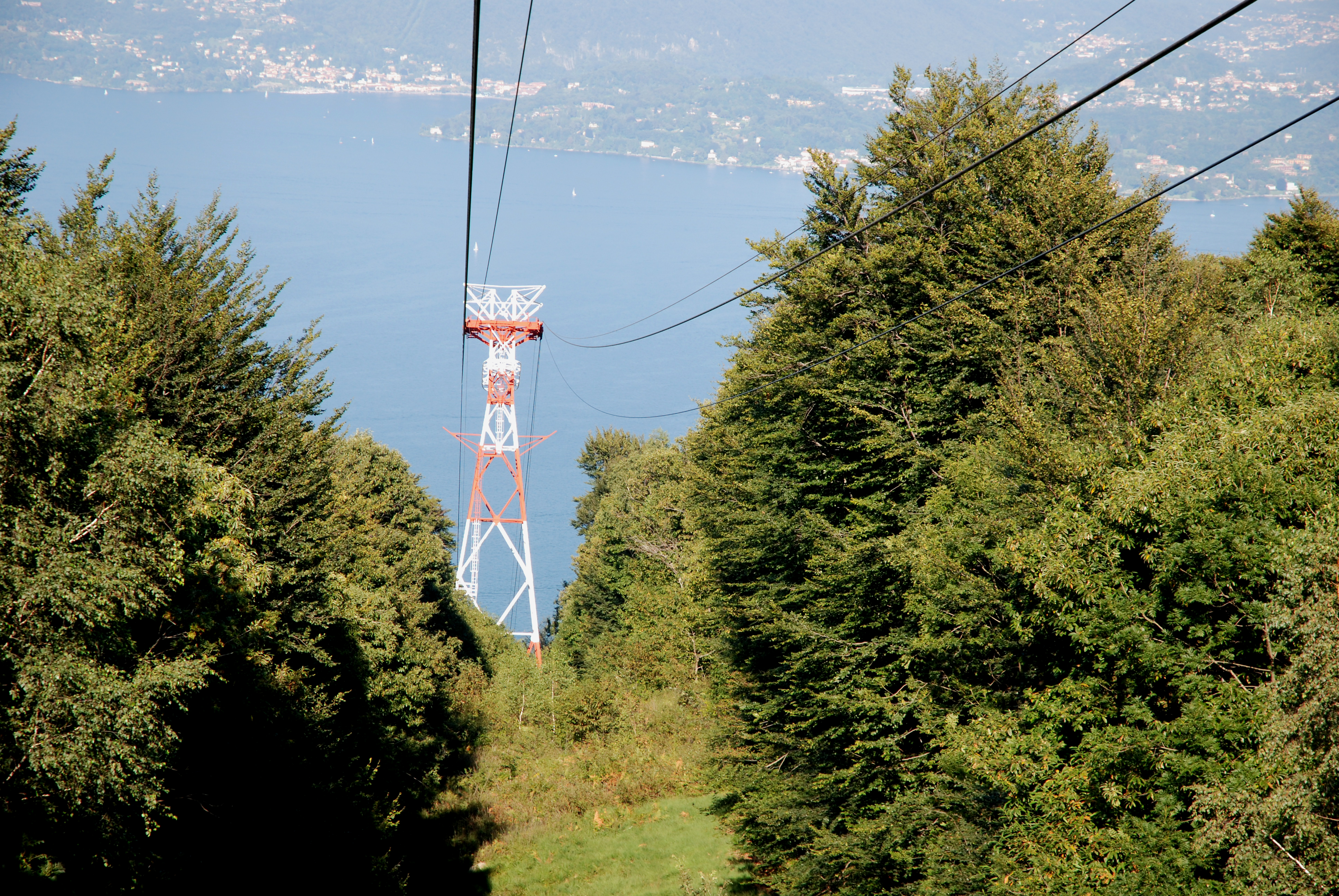
Telecabina Stresa-Alpino-Mottarone, Stresa, Italia
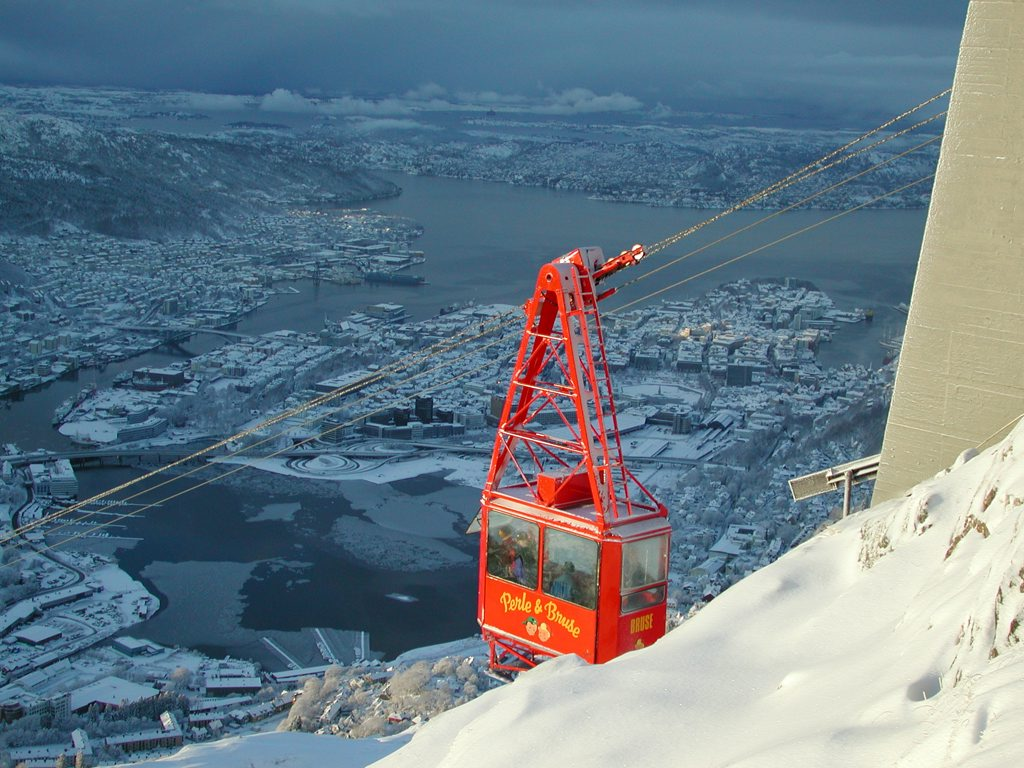
Telecabina Ulriksbanen, Bergen, Norvegia
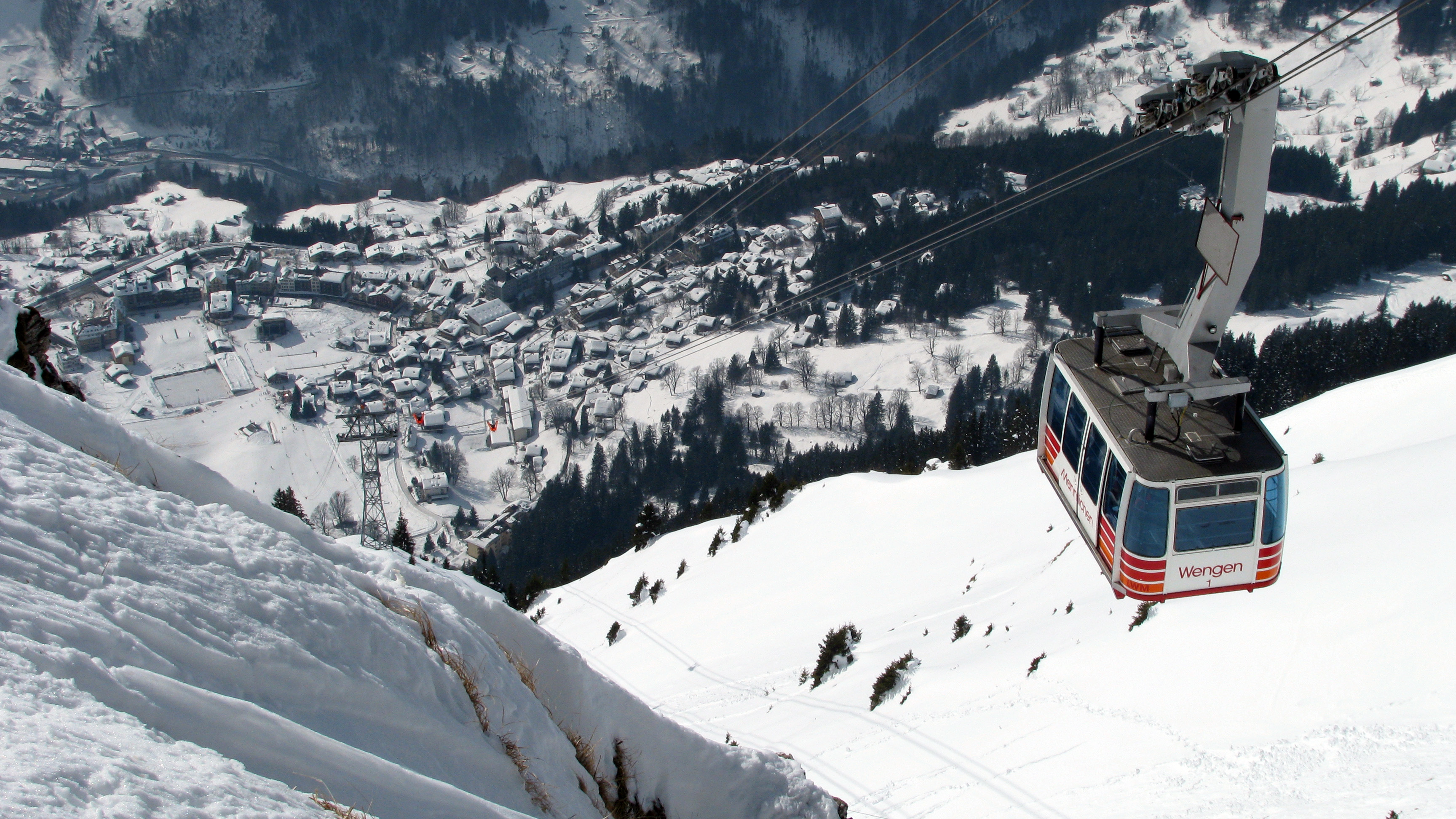
Telecabina Wengen-Männlichen, Wengen, Elveția
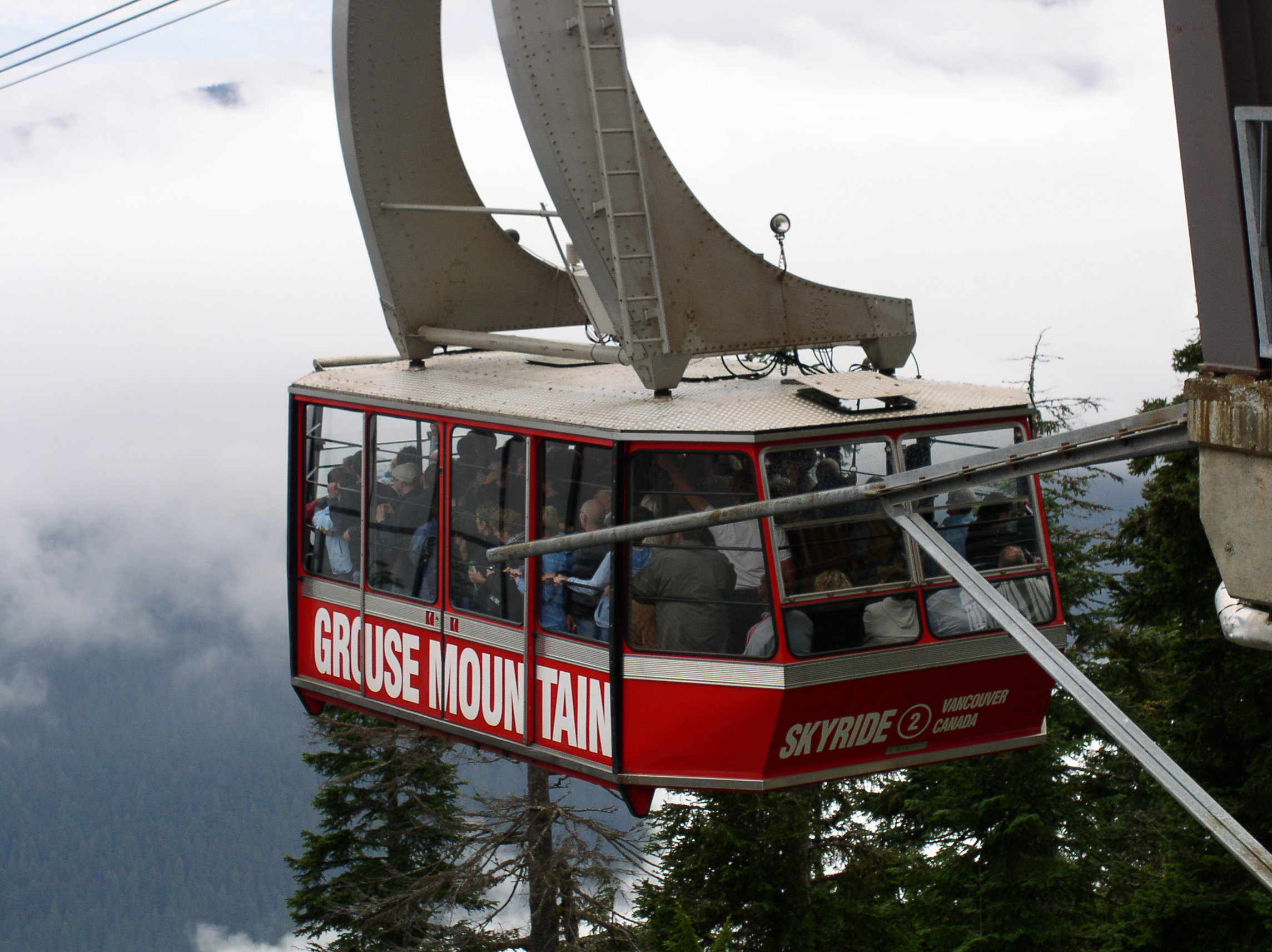
Telecabina Grouse Mountain Skyride, Vancouver, Canada
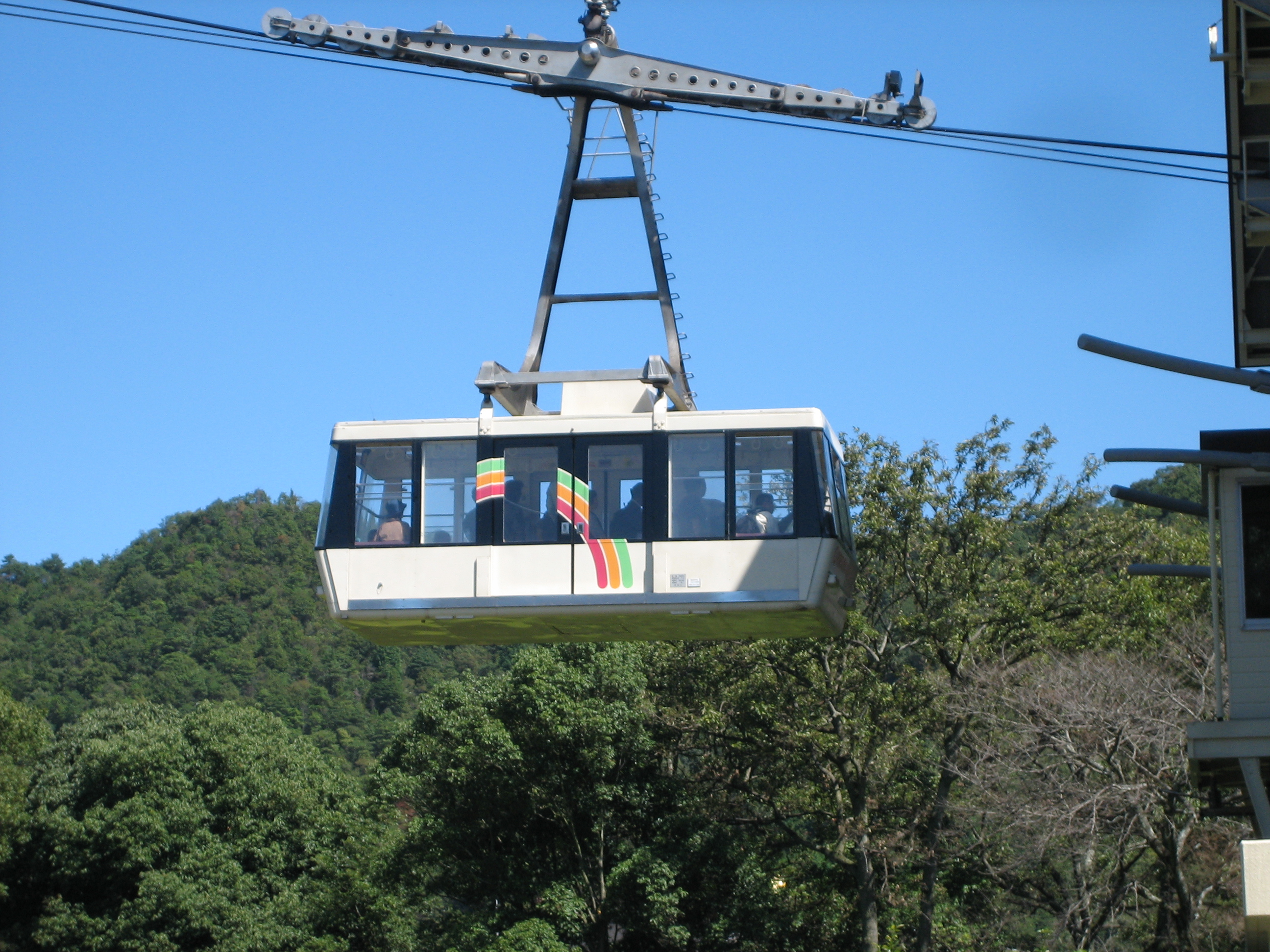
Telecabina Mt. Sosha, orașul Himeji, prefectura Hyogo, Japonia
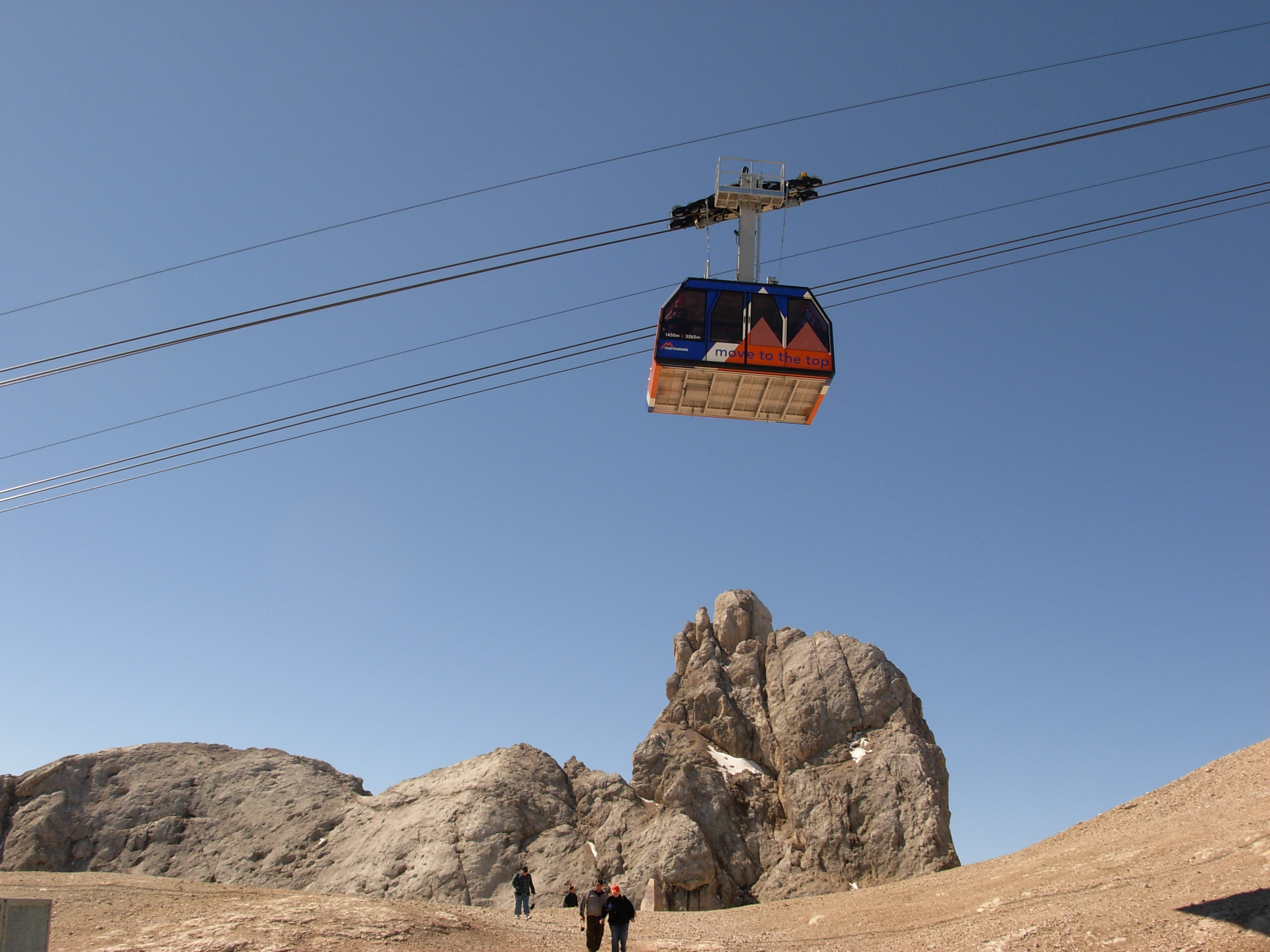
Telecabina Malga Ciapela - Marmolada, Italia